# Storia di Ravenna

## Età antica

### Il territorio

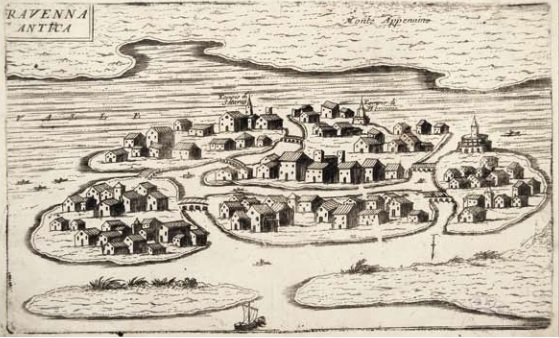
Rappresentazione immaginaria di Ravenna nell'antichità.

L'ambiente naturale attorno a Ravenna era paragonabile a quello di Venezia e Chioggia. Allo stesso modo, l'insediamento di Ravenna era circondato dal mare. A differenza della laguna veneta, l'ambiente attorno a Ravenna era costituito da una serie di piccole lagune. Le acque delle lagune non comunicavano direttamente col mare: tra esse e il mare vi era un cordone di dune sabbiose (tali dune sopravvivono oggi in alcuni punti). Ravenna fu fondata su un lembo di cordone litoraneo. Per tutta l'antichità, la città fu a contatto diretto col mare.

### Ravenna preromana

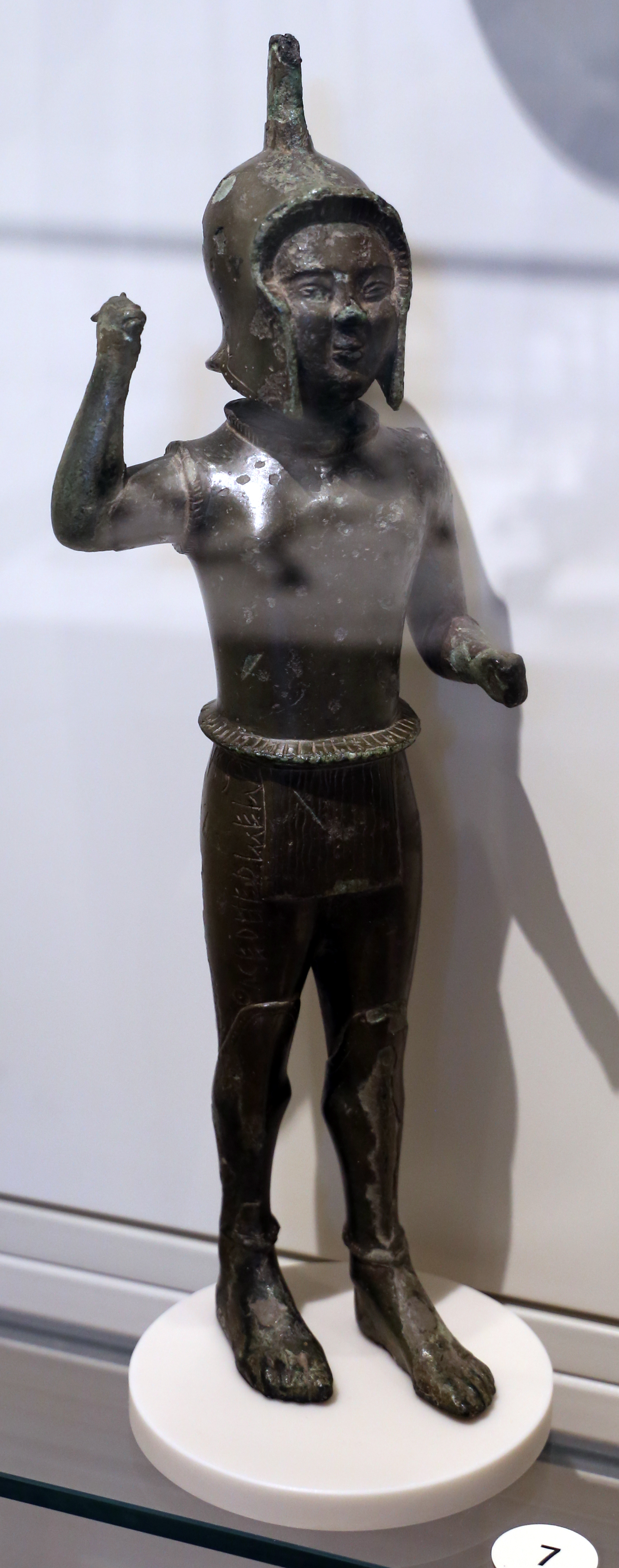
Il bronzetto di Leida

Quando i romani vennero in contatto con Ravenna, la città era abitata da genti umbre. Però la ricerca archeologica ha supposto la presenza di genti etrusche in epoche anteriori. Il reperto più antico rinvenuto nel sito di Ravenna infatti è un bronzetto etrusco. Si tratta del “bronzetto di Leida”, una statuetta databile 540-520 a.C. che raffigura un guerriero, la divinità etrusca Laran (il Marte italico), depositata come offerta da un abitante di Volsinii.
Le ricerche archeologiche hanno riportato alla luce i resti di un villaggio palafitticolo: sono stati ritrovati reperti di origine greca ed etrusca (ceramica del V secolo a.C.), oltre a bronzetti votivi paleoveneti (V-IV sec. a.C.).
L'insediamento preromano era probabilmente costituito da una serie di nuclei disposti su isolette sabbiose tra loro vicine, in corrispondenza dell'estuario di alcuni corsi d'acqua. Il principale di essi era senza dubbio un fiume (il Padenna) che si distaccava dal ramo meridionale del Po.
Il villaggio fu risparmiato, nel IV secolo a.C., dalle invasioni dei Galli, i quali non si spinsero fino al litorale Adriatico.

### Ravenna romana
Nel III secolo a.C. Ravenna entrò nella sfera d'influenza di Roma, non opponendosi all'avanzata del suo esercito nella campagna di conquista della Gallia Cisalpina. Dopo la vittoria definitiva sui Galli Boi (191 a.C.), i romani la accettarono come "città alleata latina" (civitas fœderata), condizione che le garantì a lungo una relativa autonomia dall'Urbe.
Ravenna distava solo 17 km dalla foce del ramo meridionale del Po, cui era collegata tramite il fiume Padenna, affluente del Po. I romani lo denominarono Padus Messanicus. La città fu costruita al centro di una laguna costiera ed era attraversata da una canalizzazione interna. Il castrum militare romano fu impiantato nell'isola centrale. Il Padenna scorre da nord a sud: la zona scelta fu quella della confluenza nel Padenna del Lamone, che scorreva da ovest ad est (le attuali via Maggiore e via Cavour ricalcano il letto dell'ultimo tratto del Lamone). Ravenna romana aveva l'aspetto di un oppidum, con la struttura quadrata e un impianto di strade ortogonale. Sul lato nord l'abitato era protetto dal Lamone; le mura ad est erano guardate dal Padenna. Le mura della città si sviluppavano per una lunghezza di 2,5 km.
A partire dal II secolo a.C. i romani realizzarono le strade di collegamento tra i principali centri da loro fondati nella pianura cispadana. Per quanto riguarda il territorio di Ravenna, l'opera fu resa difficile dalla presenza di vasti specchi d'acqua. Scelsero di tracciare una via di comunicazione lungo il cordone dunoso litoraneo. Una strada preesistente (etrusco-umbra) collegava il villaggio di Ravenna al centro umbro di Butrium, situato 8,8 km a nord. Tale strada fu prolungata in linea retta sia verso Spina e il territorio venetico a nord, sia verso sud (Ariminum). La via di comunicazione fu completata nel 132 a.C. e prese il nome di via Popilia. Lunga complessivamente 81 miglia, copriva la distanza tra Rimini e Ravenna su un tracciato interamente terrestre, poi continuava verso nord con un itinerario promiscuo, in parte via terra e in parte su natanti, fino ad Adria.
Nell'89 a.C. Ravenna ottenne lo status di municipium all'interno della Repubblica romana. Nella guerra civile tra Mario e Silla la città si schierò con Mario. Nel 49 a.C. Ravenna fu il luogo dove Giulio Cesare riunì le sue forze prima di attraversare il Rubicone.
Alla fine del I sec a.C. l'imperatore Augusto decise di fare del porto di Ravenna un'importante base militare. Vi stanziò una flotta militare (la Classis Ravennatis), una delle due flotte militari permanenti di stanza in Italia. Contestualmente fu realizzato il collegamento fluviale tra Ravenna e Classe. I romani sfruttarono il letto del Padenna per costruire un canale artificiale. Il canale, detto Fossa Augusta, traeva le sue acque dal fiume e scorreva parallelamente alla via Popilia verso sud. Costeggiava le mura di Ravenna e terminava a sud-est, congiungendosi allo scalo portuale. Poi fu realizzato il collegamento dal Padenna-Fossa Augusta alla laguna veneta e al sistema portuale di Aquileia. Divenne così possibile navigare ininterrottamente da Classe ad Aquileia (circa 250 km) in acque calme e a regime costante.
Nei primi secoli dell'Impero l'agglomerato urbano di Ravenna si espanse raggiungendo un'estensione circa quattro volte superiore all'età repubblicana. Ad Est, oltre il Padenna, fu realizzato un grande sobborgo tra la città e il mare, denominato "Cæsarum". Il fiume Padenna, che un tempo si trovava ai confini della città, ora scorreva all'interno dell'abitato. Anche a Nord furono costruiti nuovi edifici al di là delle mura. Sorse così il quartiere Domus Augusta, la zona imperiale di Ravenna.

#### Capitale dell'Impero romano
Nel 402 Onorio, figlio di Teodosio I, decise di trasferire a Ravenna la residenza dell'Impero Romano d'Occidente da Mediolanum, troppo esposta agli attacchi barbarici. Ravenna fu scelta come nuova capitale perché godeva di una migliore posizione strategica (più vicina all'Oriente); inoltre, data la sua condizione di città marittima (avvantaggiandosi dell'incontrastato dominio romano sul mare), godeva di una maggiore difendibilità. Con l'insediamento della corte imperiale, da centro di periferia, Ravenna si trasformò in città cosmopolita, fulcro di gravitazione politica, culturale e religiosa.
Monumenti fatti erigere da Onorio
Quando Onorio giunse a Ravenna, la città era già stata dotata di alcune importanti chiese. Nel 380 il vescovo Orso aveva cristianizzato una basilica romana, che da lui prese il nome di Basilica Ursiana. L'edificio venne ampiamente ristrutturato alla metà del V secolo per volontà del vescovo Neone, che vi aggiunse, a fianco, il Palazzo vescovile e il battistero (chiamato oggi Battistero Neoniano).
In seguito al trasferimento della corte imperiale, Onorio fece erigere la basilica di San Lorenzo in Cesarea. Localizzata a meridione della città, all'esterno dell'area urbana, si trattava presumibilmente di un santuario legato all'area cimiteriale.
All'attività di Onorio si deve anche la fondazione dell'Apostoleion, ovvero una chiesa dedicata ai Dodici apostoli e della Moneta, ovvero l'edificio destinato alla coniazione delle monete dell'impero.
Alla morte di Onorio, l'erede diretto alla successione al trono era Costanzo III. Morto prematuramente anche quest'ultimo, la vedova Galla Placidia riuscì ad ottenere la reggenza dell'Impero in nome del figlio Valentiniano III, di soli 6 anni. Galla Placidia giunse a Ravenna nel 424 e continuò l'azione di monumentalizzazione della città, che aveva avviato Onorio, per un quarto di secolo, fino al 450.

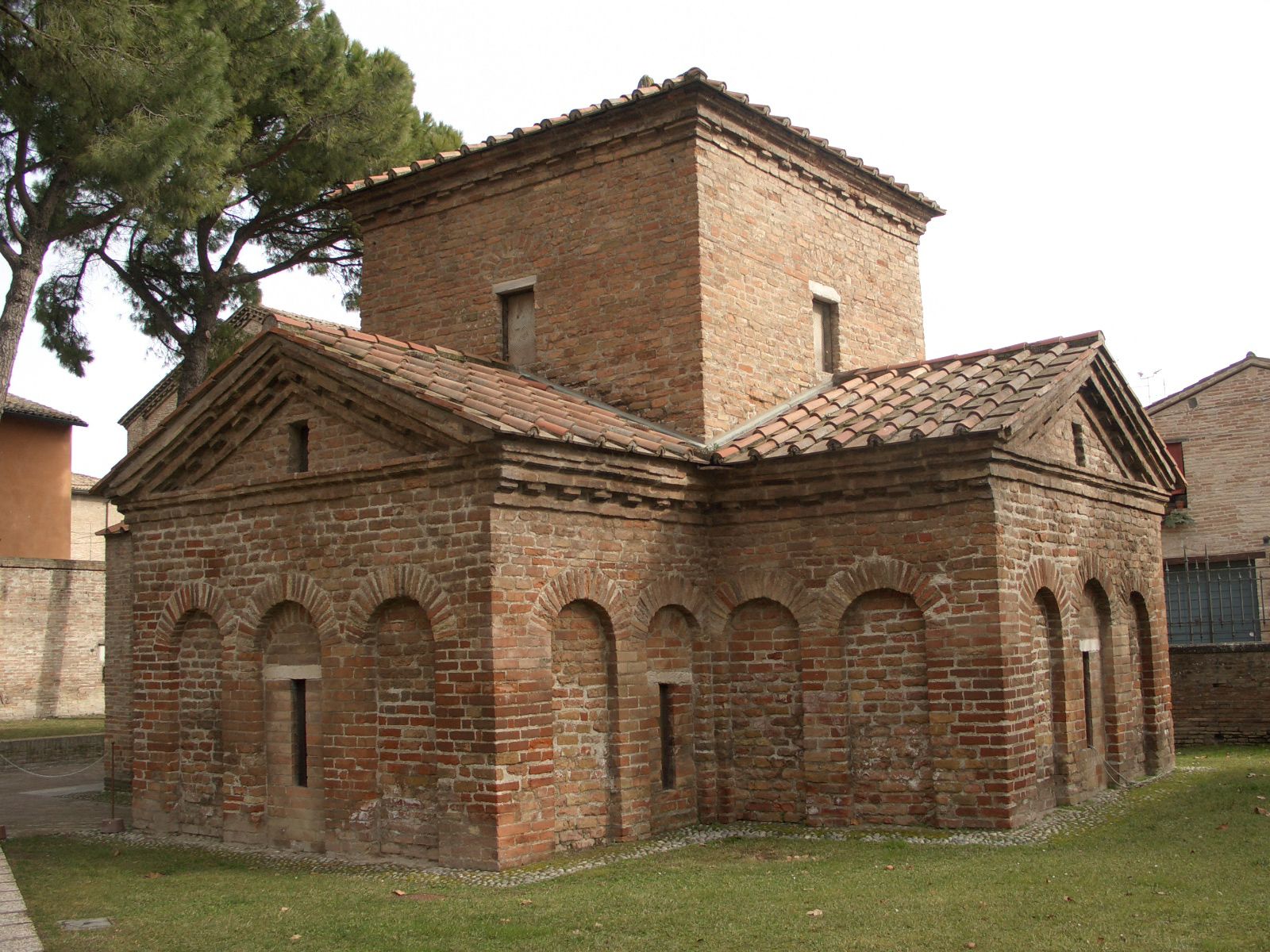
Mausoleo di Galla Placidia

Monumenti fatti erigere da Galla Placidia
La sovrana commissionò la costruzione della Basilica di San Giovanni Evangelista, con la quale scioglieva un voto fatto durante il viaggio che l'aveva condotta da Costantinopoli a Ravenna via mare. L'edificio è ancora in essere, anche se nella sua parte anteriore ha subito un pesante intervento di restauro, resosi necessario all'indomani dei bombardamenti della Seconda guerra mondiale.
Forse all'imperatrice madre è da attribuire anche la committenza della chiesa di Santa Croce. L'edificio, che oggi è visibile solo parzialmente, era legato al sacello che generalmente viene denominato «mausoleo di Galla Placidia». La sovrana fece costruire il mausoleo per sé, per il marito Costanzo e per il fratello Onorio, ma non vi trovò sepoltura. Morì infatti a Roma il 27 novembre 450 e fu sepolta nella città eterna.
Nello stesso periodo fu eretta la nuova cinta muraria. La lunghezza complessiva del perimetro raggiunse i 5 km. Si ritiene che la struttura difensiva fosse alta 9 metri ed avesse uno spessore di 2,5 m. Le mura di Ravenna erano, in Occidente, seconde solo a quelle di Roma e Milano. Fu deviato il fiume Lamone che, proveniente da Faenza, passava a pochi km dalla città. Un ramo fu fatto scorrere lungo la cinta muraria per alimentare i fossati, mentre il corso principale venne arginato e fu fatto girare attorno alle mura di settentrione per poi riprendere il suo percorso verso Nord. Era successo infatti che, con gli anni, la Fossa Augusta si era interrata, a causa dell'apporto continuo di materiale dal Po e dai suoi affluenti.
La Porta Aurea rimase in piedi fino al XVI secolo, ultima delle vestigia imperiali a cadere. Le colonne del manufatto vennero riusate per nuovi i templi di Ravenna; una parte di esse venne spedita a Venezia. Sculture di epoca romana decorano ancora la chiesa di San Giovanni in Fonte.

### Capitale del Regno dei Goti (V-VI secolo)

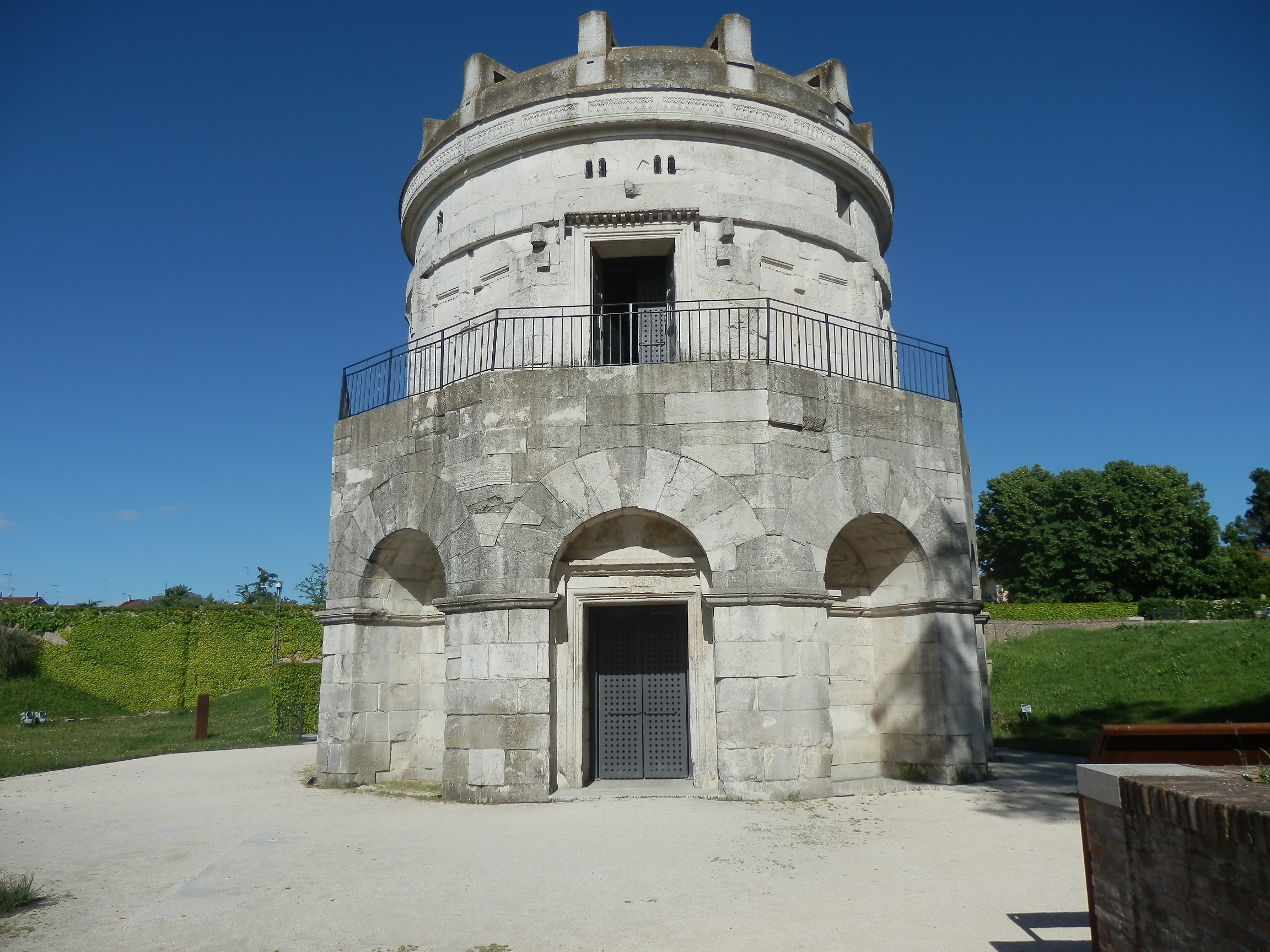
Il mausoleo di Teodorico

A Ravenna si decisero le sorti dell'Impero d'Occidente allorché il 4 settembre 476 venne deposto l'ultimo imperatore, Romolo Augusto, per mano di Odoacre, re degli Eruli. Le insegne imperiali furono inviate a Zenone, imperatore d'Oriente, che nominò Odoacre patricius, riconoscendo e autorizzando il suo dominio sull'Italia. Pertanto la città divenne la capitale degli Eruli.
Il regno di Odoacre ebbe vita breve: nel 493 fu spodestato dal re degli Ostrogoti, Teodorico, che ottenne il controllo della città dopo un assedio durato tre anni. Il sovrano goto regnò fino alla morte, nel 526. Come aveva già fatto Odoacre, Teodorico lasciò ai latini l'amministrazione della città. I Goti erano un popolo di culto ariano. Nella zona dell'ex zecca romana, in stato di abbandono, furono erette la cattedrale ariana, dedicata all'Aghia Anastàsis (oggi denominata Chiesa dello Spirito Santo) e un vicino battistero (oggi Battistero degli Ariani) per il culto ariano. Il sovrano, inoltre, intervenne con opere costruttive nella Regio palatii, ovvero il quartiere cittadino riservato all'imperatore. Esso comprendeva la reggia di Onorio (che fu ristrutturata ed ampliata), un'annessa chiesa palatina (oggi denominata Sant'Apollinare Nuovo), una caserma ed altri edifici di servizio. I monumenti della Regio palatii si affacciavano sulla Fossa Augusta, che un tempo era un canale ricco d'acqua, ma ora era quasi completamente prosciugato. Teoderico la fece chiudere: al suo posto fu realizzata una strada ampia e rettilinea di collegamento tra la cattedrale e l'area palatina (l'odierna via di Roma). Il mosaico di epoca teodericiana in Sant'Apollinare Nuovo contiene una delle più antiche documentazioni topografiche della storia: in esso sono raffigurate, contrapposte, la città con il palazzo reale da una parte e il porto di Classe dall'altra.
Teoderico ordinò lavori di bonifica del territorio circostante la città; inoltre restaurò l'acquedotto romano.
Fuori delle mura della città latina (ad est), Teodorico fece costruire il quartiere ostrogoto. Poi focalizzò il suo interesse verso la zona disabitata tra Ravenna e la foce del Badareno, a nord. Ramo del Po di Primaro, il Badareno (Padus Renus o Badarenus) aveva sostituito la Fossa Augusta nel ruolo di collegamento tra il Delta padano e Ravenna. Si trattava di una via d'acqua di nuova formazione: dal Po di Primaro si staccava all'altezza dell'odierno abitato di Mandriole, poi si dirigeva verso sud con un tratto rettilineo e sfociava a nord-est dell'abitato. In quella zona Teodorico fece costruire la necropoli gota; inoltre riservò un'area per l'edificazione del proprio mausoleo. Fu poi portato a sfociare nei pressi dell'odierna Porto Fuori dando vita al porto Lacherno. Inoltre, il sovrano si premurò di riorganizzare la navigazione padana istituendo una regolare linea di cabotaggio nel tratto Ravenna-Pavia, utilizzando dromoni sia per il trasporto di derrate alimentari sia di corpi militari.
Durante il suo regno, Teodorico fu fautore della pacifica convivenza tra cristiani cattolici ed ariani. Negli ultimi anni della dominazione gota il vescovo cattolico Ecclesio iniziò l'edificazione di due nuove chiese nel quartiere ad ovest del Padenna: una sul sacello di San Vitale e un'altra nel luogo di una tomba imperiale (Santa Maria Maggiore). La dominazione gota ha lasciato un toponimo tuttora esistente: Godo (il guado dei Goti sul fiume Lamone), che successivamente diventò un villaggio. Il tratto del Lamone presso Godo e Russi fu da essi chiamato Rafanariae.
Teodorico si pose anche come arbitro nelle frequenti dispute tra cristiani ed ebrei. Uno dei più accesi scontri tra i fedeli delle due confessioni ebbe come motivo occasionale una provocazione degli ebrei che gettarono in uno dei canali della città delle forme di pane, forse consacrate. Il vero motivo, probabilmente, fu di natura politico-economica. In ogni caso, gli attacchi provocarono molte le vittime e nel 519 fu appiccato il fuoco a tutte le sinagoghe della città. Gli ebrei si rivolsero alla corte di Verona per avere giustizia, ottenendo un decreto (praeceptum) di Teodorico che condannava la popolazione cristiana a sborsare una forte somma sufficiente alla ricostruzione delle sinagoghe distrutte. Negli ultimi anni il re, contrariato dalla messa al bando dell'arianesimo voluta dall'imperatore d'Oriente e condivisa dal pontefice romano, abbandonò la linea politica conciliante che lo aveva contraddistinto ed attuò dure persecuzioni nei confronti della chiesa di Roma. Papa Giovanni I fu arrestato e condotto a Ravenna, dove morì prigioniero.
Nei secoli successivi alla dominazione gota, il continuo afflusso di apporti alluvionali dei fiumi rese progressivamente inutilizzabile il porto di Classe. Nonostante ciò Ravenna continuò anche nell'Alto Medioevo ad essere una città d'acque: gli abitanti organizzarono il rifornimento idrico e impiegarono la forza dell'acqua per il mantenimento dei mulini.

### Capitale dell'Esarcato d'Italia (VI-VIII secolo)

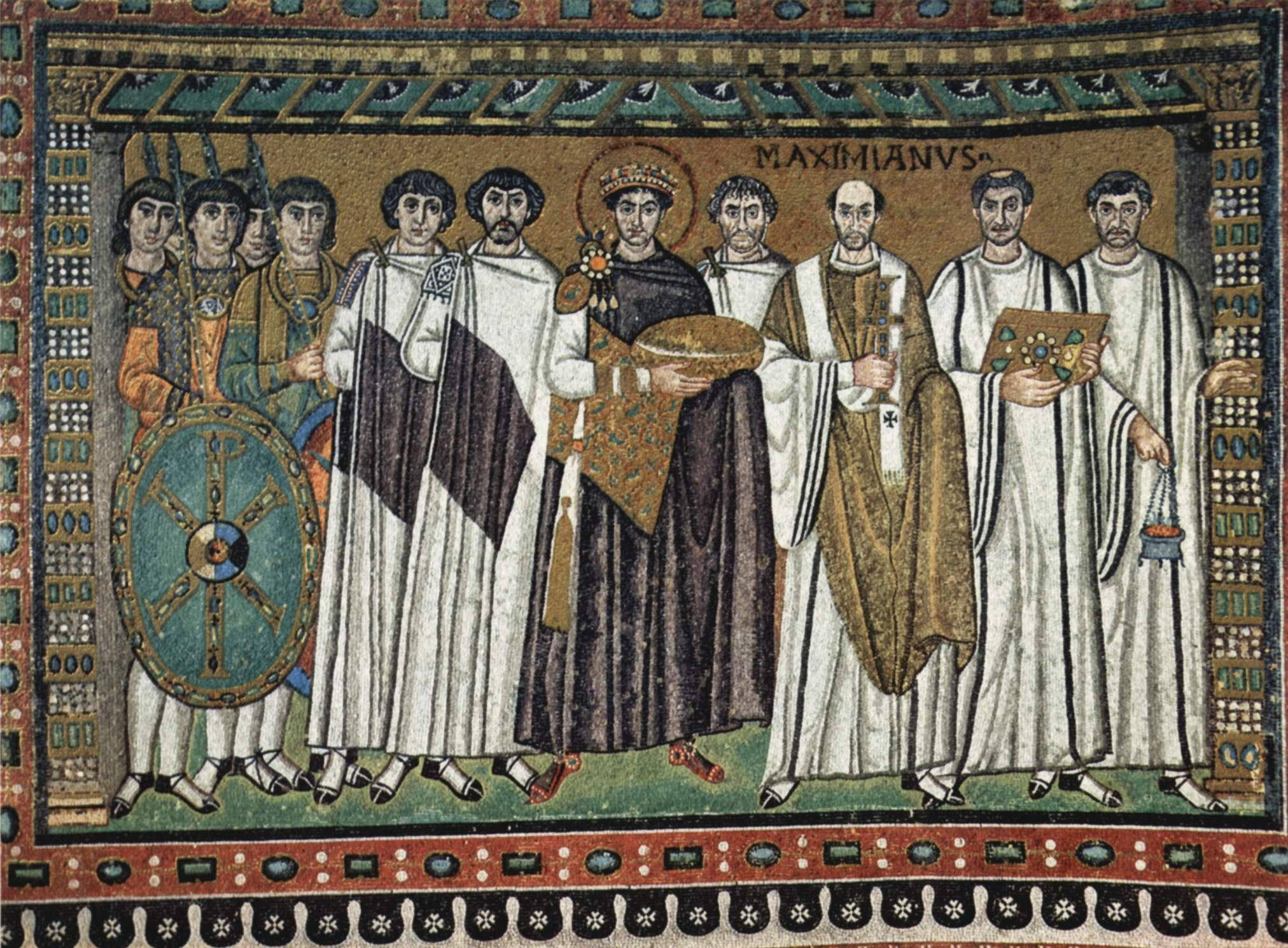
Giustiniano e la sua corte, nel mosaico della basilica di San Vitale.

Divenuto nel 527 imperatore d'Oriente Giustiniano, uno dei suoi obiettivi primari fu la riconquista dei territori dell'Impero Romano d'Occidente occupati da regni barbarici. A questo scopo, nel 535 inviò in Italia due generali: Belisario e Narsete. Ravenna fu tra le prime città ad essere riconquistate, nel 539. L'anno successivo Giustiniano ricostituì le prefetture del Pretorio. Ravenna fu dichiarata capitale della Prefettura d'Italia. Il primo prefetto del pretorio nominato dai bizantini fu Atanasio. A conferma del prestigio che la città aveva raggiunto, la sede episcopale venne elevata ad arcidiocesi. Giustiniano pose al vertice della sede vescovile ravennate un suo uomo di fiducia, Massimiano, che assunse, per volontà dell'imperatore, la carica di archiepiscopus (arcivescovo), che lo equiparava al papa e ai patriarchi. Per alcuni secoli a venire l'arcivescovo di Ravenna fu, insieme all'esarca, uno dei principali rappresentanti del potere imperiale bizantino in Italia. Nel corso del VI secolo Ravenna prese a modello il fasto di Costantinopoli, città ad essa legata da consolidati vincoli commerciali, politici e religiosi, assumendo l'aspetto di una residenza imperiale bizantina: sorsero grandiose costruzioni civili e religiose che emulavano, nell'architettura e nelle decorazioni, quelle della capitale d'Oriente.
La religione predominante in città ritornò quella cattolica; per gli ariani cominciò la diaspora.
Giustiniano e Massimiano promossero la costruzione di importanti monumenti sacri. Giustiniano commissionò la costruzione della Basilica di San Vitale, mentre Massimiano promosse la costruzione della basilica di Sant'Apollinare in Classe. Il ricco banchiere Giuliano l'Argentario finanziò la costruzione della chiesa di San Michele in Africisco. Infine, durante questo periodo sorsero le prime pievi del territorio ravennate, in stile romanico.
La guerra greco-gotica si concluse nel 553 con la vittoria completa di Giustiniano. Ma la popolazione italiana dovette fronteggiare pochi anni dopo una nuova guerra. Nel 568 la penisola fu invasa dai Longobardi. L'impero bizantino si trovò impreparato per fronteggiare l'invasione della popolazione germanica che, entrata attraverso le Alpi Giulie, scese verso la pianura padana seguendo la via Postumia. I Bizantini riuscirono solamente a mantenere il controllo di Ravenna, sede del loro governo in Italia, e di Roma, sede del potere spirituale. Le due capitali rimasero collegate poiché i Bizantini mantennero il controllo di una stretta fascia territoriale solcata dalla via Amerina, la via romana che seguiva il corso del Tevere attraversando Umbria e Flaminia (Corridoio Bizantino).
Nel 580, l'imperatore Tiberio II divise in cinque province o eparchie l'Italia bizantina: Ravenna fu inserita nell'Annonaria, di cui fu nominata capitale. Pochi anni dopo l'imperatore Maurizio prese nuovi provvedimenti per arginare l'invasione longobarda, il più importante dei quali fu la soppressione della Prefettura del pretorio d'Italia, che fu sostituita dall'Esarcato d'Italia, governato dall'esarca, la massima autorità civile e militare della nuova istituzione.

## Medioevo

### Dai Carolingi agli Ottoni (VIII-XI secolo)
- Pianta di Ravenna nell'Alto Medioevo

I Bizantini difesero l'Esarcato d'Italia dai Longobardi per oltre duecento anni, ma non mancarono di colpire la città quando essa mise in discussione il predominio imperiale. Nel 709 l'arcivescovo Felice manifestò l'insofferenza della sede ravennate per la soppressione dell'autocefalia. Nel 710 i ravennati assassinarono l'esarca Giovanni III. La punizione dell'imperatore fu dura: Giustiniano II ordinò a Teodoro, stratego di Sicilia, di portarsi immediatamente a Ravenna per sottomettere alla Chiesa di Roma l'arcivescovo. Nel 711 la città fu depredata. L'arcivescovo Felice e numerosi aristocratici vennero arrestati e condotti a Costantinopoli, dove subirono il supplizio dell'accecamento. Nello stesso anno Giustiniano II fu detronizzato e ucciso da Filippico Bardane. Il nuovo imperatore concesse a Felice di fare ritorno a Ravenna come arcivescovo, e gli restituì il tesoro della chiesa ravennate sequestrato da Giustiniano II.
Nel 712 il nuovo re longobardo Liutprando, per confermare la politica di pace del predecessore, restituì all'esarca il porto di Classe (ricopriva la carica Eutichio). Ma cinque anni dopo, approfittando della guerra in corso tra Costantinopoli e gli Arabi, il duca di Spoleto, Faroaldo II, attaccò e saccheggiò Classe ed assediò Ravenna. Liutprando, accortosi dei gravi problemi presenti nel sistema difensivo bizantino, concepì il piano di unificare la penisola sotto la monarchia longobarda. Gli attacchi all'Esarcato ripresero con forza. Nel 727-728 lo stesso Liutprando saccheggiò il porto di Classe e cinse d'assedio Ravenna. Dopo che Classe fu liberata (728 o 729), nel 732 Ravenna venne conquistata per la prima volta da Ildeprando, erede al trono di Liutprando, e da Peredeo, duca di Vicenza, suo alleato. Furono presi come ostaggi i consoli Leone, Sergio, Vittore ed Agnello. L'esarca Eutichio riparò nella laguna veneta, in territorio bizantino. In breve tempo fu armata la flotta veneziana che, guidata dal duca Orso, riportò la capitale dell'Esarcato sotto l'autorità bizantina. Peredeo morì in battaglia, mentre Ildeprando fu fatto prigioniero. Successivamente Eutichio si reinsediò a Ravenna.
Ma i longobardi non si diedero per vinti. Intorno al 734 Liutprando mosse di nuovo guerra contro l'Esarcato d'Italia, occupando l'intera Pentapoli; ai Bizantini restarono solo il porto di Classe, Ravenna e la pianura intorno alla città. Nel 751 l'Esarcato cadde definitivamente sotto l'offensiva di re Astolfo. Il nuovo dominatore si insediò nel palazzo dell'esarca. Siccome da Costantinopoli non giunse nessuna reazione, Papa Stefano II chiamò in aiuto il re dei Franchi. Pipino il Breve accolse la richiesta e, in forza del legame dinastico tra il proprio casato e quello longobardo, inviò degli ambasciatori ad Astolfo chiedendogli di cedere i territori occupati. La città fu restituita solo con la forza delle armi: nel 755 Astolfo, sconfitto, promise la restituzione di Ravenna cum diversis civitatibus (Prima pace di Pavia, giugno 755), ma non mantenne i patti. Mentre Forlì e la Pentapoli furono cedute ai Franchi, Ravenna fu consegnata invece all'arcivescovo. L'anno dopo Pipino lo sconfisse nuovamente e questa volta Astolfo capitolò. I Longobardi abbandonarono Ravenna, Forlì e la Pentapoli marittima (Seconda pace di Pavia, giugno 756). Pipino donò i territori recuperati alla Sede Apostolica.
Negli anni successivi gli arcivescovi locali rivendicarono gli antichi privilegi concessi dall'imperatore bizantino, che aveva riconosciuto alla Chiesa ravennate una sostanziale indipendenza da Roma. Essi, appoggiati dall'aristocrazia locale, continuarono ad esercitare un potere temporale di fatto. Nel 784 l'arcivescovo Grazioso accolse Carlo Magno in visita nella città. Al re dei Franchi furono donati i mosaici ed i marmi dell'ex palazzo esarcale (abbandonato fin dal 751), già Palazzo di Teoderico.
Nell'803 Carlo Magno s'impegnò a proteggere tutta l'area dell'ex Esarcato, che chiamò Romandiola, da cui deriva Romagna. Il termine fece la sua prima apparizione assoluta in un documento ufficiale databile a quell'anno. Nell'807 il re dei Longobardi  Pipino stipulò a Ravenna un armistizio con l'imperatore di Costantinopoli. Nel testamento di Carlo Magno, riportato da Eginardo nella Vita Karoli (814), Ravenna figura come seconda sede metropolitica dell'impero carolingio, dopo Roma. 
Per il periodo che decorre dalla fine dell'Esarcato al X secolo le fonti storiche principali sono tre: la bolla di papa Pasquale I all'arcivescovo Petronace (819-837); il Liber pontificalis ecclesiae ravennatis di Andrea Agnello; il cosiddetto Breviarum ecclesiae ravennatis (X secolo). Le fonti archeologiche, da parte loro, mettono in luce il fatto che Ravenna, come molte altre città italiane ed europee, fosse formata da diversi piccoli agglomerati urbani, ciascuno autosufficiente.
Alla morte di Carlo Magno l'Impero passò al figlio Ludovico il Pio, quindi venne diviso tra i suoi eredi, frammentandosi irreversibilmente. Come successore del regno dei Longobardi venne costituito un Regno d'Italia con capitale a Pavia, principale città longobarda. Tuttavia, Ravenna mantenne il suo prestigio come sede imperiale. Il giorno di Pasqua dell'880 Carlo il Grosso della dinastia Carolingia fu incoronato re d'Italia. Nell'892 Lamberto II di Spoleto fu incoronato imperatore da papa Formoso.
Il territorio dell'ex Esarcato entrò nelle mire degli imperatori, anche se la Promissio Carisiaca l'aveva assegnata alla Chiesa di Roma. Gli arcivescovi di Ravenna, però, seppero difendere il territorio sia dal potere del Pontefice sia dalle mire dell'Imperatore. Nel corso del IX-X secolo la città di Ravenna fu considerata la «capitale morale» dell'impero carolingio.
Dopo una lunga vacatio imperii (durata ben 38 anni), nel 962 il trono imperiale fu ripristinato. Nel quarantennio 962-1002 ressero l'impero Ottone I, II e III, della casa di Sassonia. Gli imperatori germanici avevano necessità di spostarsi nel territorio per essere presenti fisicamente nei luoghi di crisi. Qui, dopo aver riportato la pace, tenevano sinodi ed emanavano decreti. Questi continui spostamenti spiegano il fatto che alcune città europee divennero residenze regie. Ravenna ebbe questo privilegio: fu infatti una delle tre sedes regni imperiali in Italia, insieme a Roma e Pavia. In questo periodo Ravenna fu la capitale effettiva del regno d'Italia. I tre Ottoni tennero a Ravenna sinodi e placiti (assemblee generali del popolo libero) e inoltre vi soggiornarono spesso nelle solennità di Natale e Pasqua. Appena salito sul trono, Ottone I siglò un accordo con il pontefice (Privilegium Othonis, 962) in base al quale rinnovò l'impegno alla restituzione del territorio di Ravenna. In realtà l'imperatore mirava a controllare tutta l'area dell'alto Adriatico, quindi la promessa rimase sulla carta. Il districtus Ravennatis urbis venne infatti ceduto alla moglie Adelaide, mentre i comitatus di Cervia, Cesena, Imola, Montefeltro, e altri patrimoni minori, passarono alla sede arcivescovile. La Santa Sede tornò in possesso dei territori ex esarcali solo nel XIII secolo inoltrato.
Ravenna fu una delle residenze preferite dagli Ottoni, che vi fecero edificare o restaurare monasteri e palazzi al margine meridionale oltre le mura in Cesarea e presso il monastero di San Severo a Classe. Il palazzo imperiale fatto costruire da Ottone I ed inaugurato nell'aprile 967 fu l'ultimo palazzo imperiale costruito a Ravenna. Nello stesso anno l'imperatore, facendo ritorno in Germania dal sud della penisola celebrò la Pasqua a Ravenna in compagnia del pontefice Giovanni XIII. In aprile tenne nel suo palazzo una grande assemblea, cui furono convocati il re Corrado di Borgogna, numerosi nobili italiani e germanici, gli arcivescovi di Ravenna, di Milano, di Aquileia, e molti altri vescovi dell'Italia settentrionale e centrale. Dal 995 il nuovo arcivescovo fu quasi sempre di nomina imperiale (e spesso di lingua tedesca).
Tra il 998 e il 999 Gerberto di Aurillac (nominato arcivescovo il 28 aprile 998) ottenne da papa Gregorio V la giurisdizione civile ("signoria"):
- sulla città;
- sulla fascia litoranea che si estende dalla foce del Po di Primaro fino a Cervia;
- su tutto il territorio a mari usque ad Alpes, a fluvio Rheno usque ad Foliam (dal mare alle alture, dal fiume Reno al fiume Foglia)[35]. Nel periodo ottoniano vennero costruiti in città i grandi monasteri annessi alle basiliche (di S. Vitale, S. Apollinare Nuovo e di S. Giovanni Evangelista). Nel 999 Gerberto successe a papa Gregorio V con il nome di Silvestro II.

La fine dell'autonomia della sede ravennate da Roma si ebbe con l'arcivescovo Gualtiero (1116), che decise di sottoporsi all'autorità della Sede Apostolica.
Nei secoli a partire dal VII il territorio aveva subito mutamenti profondi. Il reticolo centuriale tracciato dagli agrimensori romani era solo un ricordo: i fiumi, con il loro impetuoso corso torrentizio, avevano alluvionato le lagune trasformandole in paludi. L'aria salubre di un tempo era diventata malsana. La mappa idrografica del centro urbano era cambiata completamente. Il vecchio assetto era irriconoscibile: il Padenna si era prosciugato; il Lamone era stato deviato attorno alle mura settentrionali e condotto nel Badareno, che sfociava nei pressi dell'odierna Porto Fuori. Aldilà dei bastioni, a sud, scorreva il Bidente-Ronco.
La linea di costa si era allontanata dal centro abitato. Nel IX secolo Civitas Classis era stata abbandonata poiché il porto era diventato inservibile. Lo stesso destino era toccato al porto cittadino di Ravenna, che si era completamente interrato. Il nuovo scalo ebbe sede nel punto in cui sfociava in mare un ramo inferiore del Badareno. L'area era chiamata Campo Choriandro ("piazza d'armi", poiché al tempo dei bizantini era il campo d'addestramento dell'esercito). Durante l'età carolingia furono attivi a Ravenna almeno sei porti, tutti di piccole dimensioni. Essi erano (da sud a nord-est): Candiano, litore curvo, Eridano, Lacherno, Campo Choriandro (l'unico dotato di faro) e portus Leonis. Risale ai primi secoli dopo il Mille la Pineta di Ravenna. L'opera laboriosa e continuativa dei monaci favorì la formazione sulla costa di un grande bosco di pini domestici, originari di climi più caldi, che si estese dalla foce del Lamone fino a Cervia. Data l'estensione della pineta, la sua gestione fu suddivisa tra
le quattro abbazie storiche di Ravenna (San Vitale, San Giovanni Evangelista, Sant'Apollinare in Classe e Santa Maria in Porto).
Nel 1152 avvenne la rotta del Po a Ficarolo, che provocò lo spostamento del ramo principale del fiume a nord. Fu un fatto epocale, dalle enormi conseguenze: la portata del Po di Primaro si abbassò considerevolmente e, con esso, quella di tutti i suoi rami, compreso il Badareno.
La soluzione adottata fu quella di rendere navigabile un canale vallivo, parallelo alla Fossa Augusta, denominato nelle fonti Codarundini o de Codarundinis, poi rinominato «Naviglio». Nasceva a monte dell'odierna Sant'Alberto, terminando in città nella zona dei mulini.

### L'epoca comunale

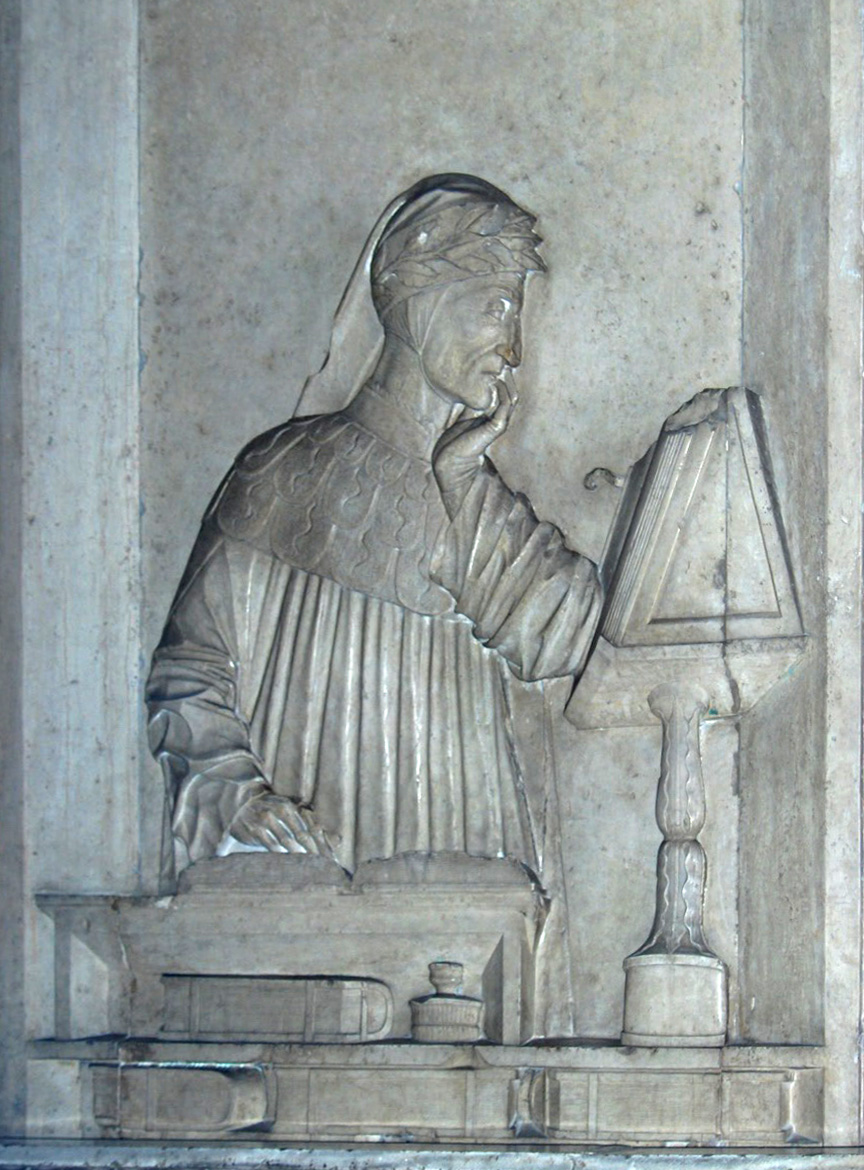
Bassorilievo di Dante nella tomba del poeta

Ravenna faceva parte del Patrimonium Sancti Petri dello Stato Pontificio. Inoltre, come sede vescovile, era a capo di un comitatus (contea). Al principio del XII secolo la città aveva eretto l'ordinamento comunale (la prima attestazione dell'esistenza del Comune a Ravenna è contenuta nei decreti di un concilio presieduto da papa Pasquale II nel 1106). Il podestà era nominato dall'arcivescovo. Ravenna però doveva anche fare i conti con il forte potere imperiale. Nel 1195 Enrico VI creò il Ducato di Ravenna, indicando direttamente nel testamento i territori spettanti al proprio legato in Italia, Marquardo di Annweiler: Ducatum Ravennae, Terram Brictinorii, Marchiam Anconae &c.. Il Ducato ebbe breve vita, in quanto nel 1198 le città romagnole si unirono in una lega (2 febbraio) e con l'aiuto di papa Innocenzo III cacciarono Marquardo (cui rimasero solo Cesena e Forlì).
Federico II di Svevia, salito al trono nel 1212, ripristinò il controllo imperiale sul Nord Italia, favorendo le famiglie ghibelline a lui amiche. A Ravenna l'imperatore poté contare sull'alleanza con il potente casato dei Traversari. Ma nel 1239 i Traversari mutarono campo, alleandosi con la parte guelfa e cacciarono dalla città gli esponenti ghibellini.
Alla morte di Paolo II Traversari (8 agosto 1240), l'imperatore decise di reimpossessarsi di Ravenna e, dopo tre giorni di assedio, cacciò i Traversari dalla città (15 agosto). Per costringere la città a capitolare, fece deviare il Lamone Teguriense, il fiume che da un millennio bagnava Ravenna. Esso lambiva la città ad ovest ed alimentava le vie d'acqua intramuranee. Nei pressi di Russi (circa 18 km a sud dalla città), il letto del fiume fu drizzato verso nord. Le sue acque cessarono di alimentare i fossati che cingevano le mura, che rimasero sguarnite.

Nel 1248 la situazione politica si capovolse. In febbraio Federico II riportò una grave sconfitta a Parma. Subito i guelfi si coalizzarono contro le città ghibelline. Un esercito comandato dal cardinale Ottaviano degli Ubaldini entrò in Romagna; in maggio conquistò Ravenna.
La diversione del Lamone ebbe conseguenze non previste, i cui effetti furono visibili solo ad alcuni decenni di distanza. Il fiume andò ad alimentare le valli a nord di Ravenna, alle quali attingeva acqua il Badareno (il fiume che collegava Ravenna con il Delta del Po), con l'effetto di aumentare notevolmente la sua portata d'acqua. Il porto Choriandro fu allagato e si dovette costruirne uno nuovo, qualche km più a sud. Il nuovo scalo fu costruito quasi in coincidenza dello sbocco in mare del canale - ormai spento - dell'antico scalo romano. Il netto mutamento idrografico impose una riorganizzazione dell'economia ravennate, che non poté più basarsi sulle attività marittime. La principale attività economica divenne l'agricoltura. La principale coltivazione quella dei cereali, soprattutto nelle terre del Decimano e al confine col Faentino.

### La signoria dei Da Polenta

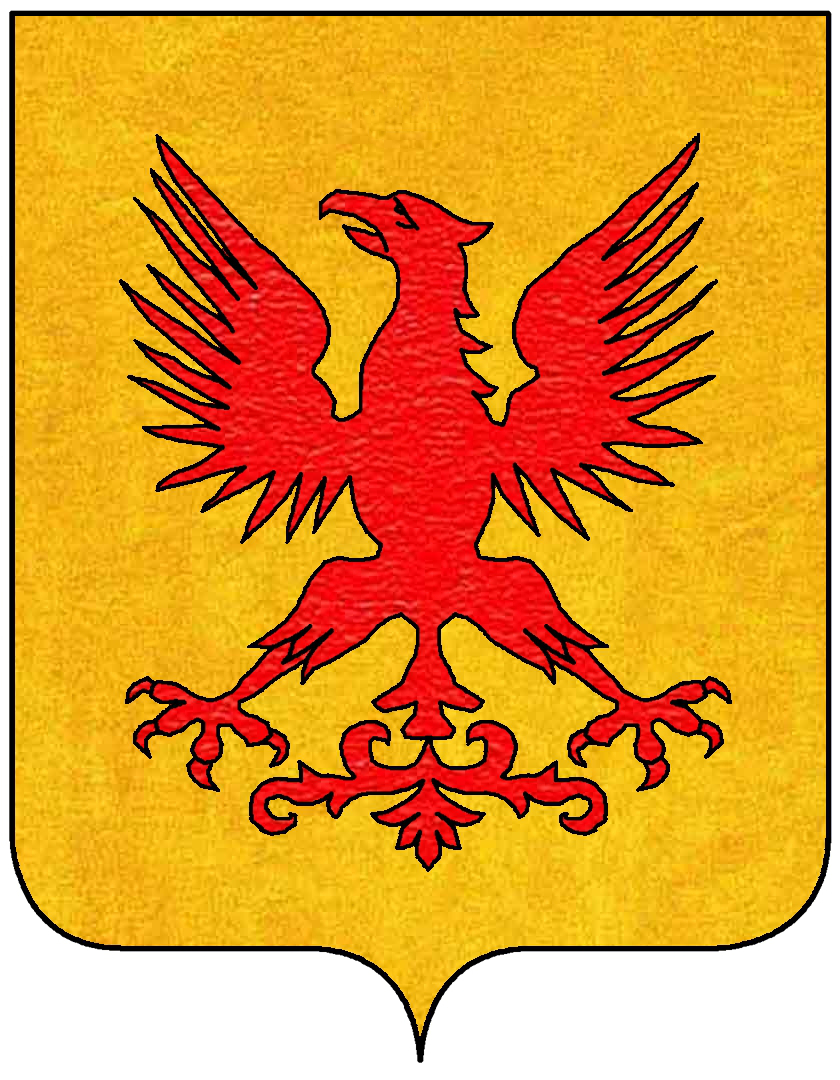
Stemma dei da Polenta.

Nel 1275 Guido da Polenta, guelfo, prese la città con l'aiuto dei Malatesta di Rimini. Da quell'anno Ravenna fu governata dalla sua famiglia. Con il trasferimento delle funzioni comunali dal Palazzo vescovile ai Da Polenta, fu realizzata una nuova piazza che divenne la sede del governo civico della città: l'attuale piazza del Popolo. Nel 1288 il podestà insediò la propria residenza nella piazza. Sotto la signoria dei Da Polenta vennero eseguiti nuovi lavori di regimentazione delle acque, che resero stabile la zona per oltre quattro secoli. A causa della diversione del Lamone operata da Federico II, nessun corso d'acqua lambiva le mura cittadine. Bisognava cercare nuove fonti di apporto idrico. Gli ingegneri decisero di far convergere due fiumi, Ronco e Montone, attorno a Ravenna. Il Montone fu immesso nell'alveo spento del Lamone in maniera da circondare le mura settentrionali. Il Ronco, che scorreva lontano da Ravenna, fu deviato e portato a scorrere sotto le mura meridionali. I due fiumi, dopo aver circondato la città, vennero fatti riunire in un unico alveo verso il mare Adriatico.
Vennero inoltre costruiti una serie di canali deviatori, le cui acque servivano principalmente per i mulini; intorno al 1276 fu rivitalizzato il «canal Naviglio», il canale artificiale che dalla città arrivava fino al Po di Primaro. La sistemazione permise di rifornire meglio la città di acqua e di assicurare il funzionamento di opifici e mulini. L'aspetto di Ravenna era molto diverso da quello dell'età imperiale: i fiumi e i canali interni che l'attraversavano erano limacciosi, le case povere e basse, fatte di malta con tetto di paglia o canna palustre. La popolazione si era ridotta a meno di diecimila abitanti.
Il 15 settembre 1321 Dante Alighieri, che aveva trovato ospitalità a Ravenna, quivi morì probabilmente di malaria, morbo contratto durante il viaggio di ritorno da Venezia, dove aveva tenuto un'ambasceria per conto della famiglia Da Polenta.
Nella Descriptio provinciæ Romandiolæ del cardinale Anglico de Grimoard, legato pontificio per il Nord Italia (9 ottobre 1371), si legge: «Civitas Ravennæ, posita est in provincia Romandiola […] cuius comitatus est in confinibus comitatus Cerviæ, Cesenæ, Forlivii, Faventiæ, Casemuratæ, Bagnacavalli et Argentæ, in qua Civit.(atis) sunt focul.(aria) MDCCXLIII». I Da Polenta per primi dotarono la città di un orologio meccanico. Realizzato alla fine del XIV secolo, fu collocato in piazza del Popolo.

### La dominazione veneziana
Alla metà del XIII secolo i veneziani avevano costruito un loro porto lungo la riva destra del Po di Primaro; nel 1260, nei pressi di Sant'Alberto, era stata edificata una piazzaforte a protezione dello scalo. I ravennati non tollerarono a lungo la concorrenza lagunare e nel 1309 attaccarono e distrussero la piazzaforte. Ma i veneziani non desistettero: il loro obiettivo rimase la penetrazione militare in Romagna. L'anno successivo incendiarono l'unico ponte ravennate posto sul Primaro. Nel 1313 la Santa Sede decise di rinegoziare i trattati con Venezia, scavalcando così la comunità ravennate.
Il 24 febbraio 1441 cessò la signoria dei Da Polenta. Ravenna e il suo contado passarono sotto il dominio della Repubblica di Venezia. Gli ultimi due esponenti della famiglia da Polenta, Ostasio III e il figlio Girolamo, furono relegati nell'isola di Creta. I veneziani si insediarono, come padroni di fatto, all'interno di un territorio che formalmente apparteneva ancora al pontefice (Venezia s'impegno infatti a versare all'arcivescovo di Ravenna un censo annuo come risarcimento). La Serenissima adottò un'amministrazione efficiente, con una politica finanziaria che nel giro di pochi anni interruppe un declino che sembrava ineluttabile.
I veneziani ricostruirono le mura; la cinta racchiuse un'area di 166 ettari, presumibilmente la stessa del V secolo. Fu edificata una nuova fortezza (oggi denominata Rocca Brancaleone, dal nome dell'architetto che la progettò). Le vestigia murarie che si vedono oggi attorno a Ravenna risalgono al periodo veneziano. Particolarmente rilevante per il suo aspetto massiccio è la torre di guardia sul fiume Montone (che all'epoca scorreva lungo l'asse di quella che oggi è via Fiume Abbandonato), denominata Torre Zancana (dal nome del podestà veneziano del 1496, Andrea Zancano). Sul suo basamento fu edificata una chiesa, che oggi è nota come Chiesa della Madonna del Torrione. Nel 1483 i veneziani selciarono la piazza maggiore (oggi piazza del Popolo) e posero su uno dei quattro lati due colonne di granito bigio. Originariamente, alla cima alle colonne vi erano, rispettivamente, una statua dedicata a Sant'Apollinare e una dedicata al Leone di San Marco. Nel 1490 fu fondato il Monte di Pietà. Tra i pochi edifici superstiti del periodo veneziano vanno ricordati: la Palazzina Diedo (via Raul Gardini), edificata in epoca rinascimentale; Casa Ghigi (dall'altro lato di via Gardini); Casa Melandri; la Torre dell'Orologio (1505).
La Ravenna nel Quattrocento era una città agricola. Le vie d'acqua di collegamento con il Po si erano interrate. Solo il «canal Naviglio» (cioè quello che portava al Po di Primaro) era stato conservato. Per quanto riguarda i canali interni alla città, venivano mantenuti in efficienza solo quelli che servivano per alimentare i mulini; tutti gli altri erano stati tombati e adattati a rete fognaria. I veneziani effettuarono interventi anche sui fiumi: nel 1504 il Lamone (che terminava il suo corso nelle valli), fu inalveato e condotto a sfociare nel Po di Primaro nei pressi di Sant'Alberto. Il patrizio veneto Luigi Diedi, che possedeva terreni a Cannuzzo di Cervia, fece deviare il Savio al confine fra il territorio cervese e ravennate (1504). Vennero bonificate le valli intorno a Ravenna (a cominciare da quella di Sant'Alberto), che poi furono adattate alla coltivazione, soprattutto quella della canapa (fibra molto utilizzata per fare le vele delle navi). I veneziani scelsero il porto Candiano (posto a sud-est della città) come scalo principale di Ravenna. L'intervento, realizzato in un decennio (1470-1480 circa) fu consistente poiché il corso d'acqua da cui traeva il nome, che scaricava in mare le acque della valle Candiana (oggi Standiana), era ridotto a uno scolo. I lavori furono ultimati con la costruzione di banchine di attracco funzionali al commercio marittimo. Infine, nell'anno 1500 tombarono il Badareno, abbandonando il porto Lacherno.
Il dominio veneziano cessò nel 1509 in seguito alla sconfitta nella battaglia di Agnadello subita dalla Lega di Cambrai. Papa Giulio II, fondatore della Lega, incamerò Ravenna, che rimase nello Stato Pontificio per 350 anni.

## Ravenna nello Stato Pontificio

### Il Cinquecento

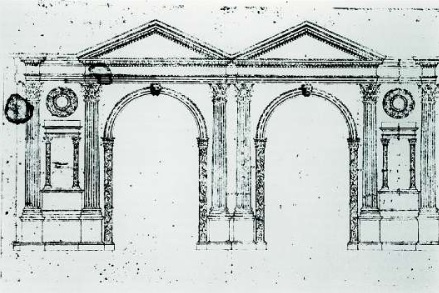
Famoso disegno del Palladio raffigurante Porta Aurea.

Nel 1512, in occasione della guerra della Lega Santa, Ravenna fu teatro di scempio e sangue in quella che passò alla storia come la prima grande guerra con armeria moderna mai combattuta. La città fu anche saccheggiata dalle truppe francesi.
Nel 1545 il papa nominò un legato apostolico per la Romagna, con sede a Ravenna. Nacque così la Legazione di Romagna, nuova circoscrizione amministrativa dello Stato della Chiesa.
La topografia di Ravenna subì un'evoluzione. L'antica Plateia major di bizantiniana memoria divenne l'asse stradale principale in entrata e in uscita dalla città (attuale Via di Roma). Sul lato sinistro della strada furono costruite case e palazzi, mentre il lato destro rimase caratterizzato dalla presenza delle chiese di San Giovanni Evangelista, Sant'Apollinare Nuovo e Santa Maria in Porto. 

Nacquero i nuovi borghi Sisi e Adriano (dal nome delle porte della città), divenuti poi Borgo San Rocco e Borgo San Biagio. Caratterizzati da una popolazione di bassa estrazione sociale, divennero serbatoi di manodopera bracciantile. Nel 1582 fu demolita Port'Aurea per fornire materiale da costruzione.

Su impulso del legato pontificio, ripresero le attività portuali. Il luogo dove si predispose la darsena fu individuato, a sud della città, poco oltre il fiume Ronco. La darsena, realizzata nella prima metà del XVII secolo, affiancava la via Romana (ex via Caesaris).

### Tra Seicento e Settecento
Luoghi della Ravenna contemporanea che testimoniano la fitta rete idrografica esistita in passato:

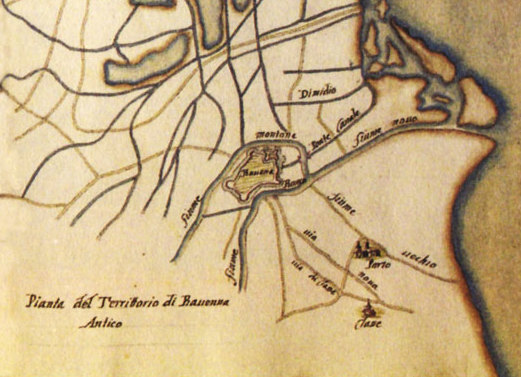
Pianta del territorio di Ravenna nel 1604-05. I fiumi Montone (a nord) e Ronco (a sud) circondano la città; a sud-est vi è il porto. Ancora più a sud, Classe.

- Il tratto di mura urbiche che va dal Torrione dei Preti a Porta Gaza coincide con il percorso dell'Acquedotto di Traiano[54].
- Via di Roma è stata costruita sopra il tratto cittadino del canale artificiale romano denominato Fossa Augusta;
- Gli assi delle vie: a) IV Novembre-Cairoli-Corrado Ricci-Mazzini; b) Matteotti-Mentana-Guidone-Baccarini, che scorrono parallelamente in direzione nord-sud, sono stati costruiti sugli argini rispettivamente destro e sinistro del fiume Padenna (ramo del Po di Primaro);
- Via Cavour ricalca il tratto finale del percorso del fiume Lamone, che in età antica era un affluente del Padenna. Chiamato anche flumisellum, il Lamone confluiva nel Padenna non lontano dall'attuale piazza del mercato coperto;
- Porta San Mamante (San Mama) fu posta nel punto in cui il Padenna usciva dalle mura della città;
- Porta Adriana era il terminale (ovvero la darsena) del canale Naviglio, che collegava la città al Po di Primaro;
- La Circonvallazione San Gaetanino è stata tracciata sull'alveo del fiume Montone, che un tempo circondava le mura urbiche;
- La Circonvallazione al Molino ricalca per intero il percorso che fiancheggiava il canale del Molino Vecchio. Alimentato in età veneziana da una chiusa sul Montone installata vicino alla Torre Zancana, dopo la costruzione della Chiusa di San Marco (1739) fu derivato da quest'ultima[54];

Dopo la fine del dominio veneziano molte opere pubbliche non vennero più conservate in efficienza. In pochi decenni il porto Candiano ridivenne inutilizzabile.
Nel 1606 il cardinale Bonifazio Caetani, nel suo primo anno di legazione, fece escavare nuovamente la foce del Candiano finanziando personalmente le spese (in riconoscenza per la sua opera nel 1609 i ravennati eressero una colonna di granito sormontata da un'aquila). Oltre al ripristino di una efficace comunicazione col mare, Ravenna sentiva in maniera pressante il problema della difesa della città dalle inondazioni. Nei 150 anni che vanno dalla metà del secolo agli inizi del XVIII secolo le acque dei fiumi Ronco e Montone ruppero più volte gli argini allagando la città. La popolazione toccò il suo minimo con 11.000 abitanti. In compenso Ravenna non fu colpita dalla famosa peste del 1630.
Ravenna subì gravi inondazioni negli anni 1636, 1651, 1693, 1700 e 1715. La più grave in assoluto fu quella, catastrofica, del maggio 1636. L'acqua sommerse la città per oltre due metri. Probabilmente la causa del disastro fu il progressivo innalzamento del letto dei due fiumi (ormai pensili attorno alla città) e la presenza di numerose costruzioni lungo gli argini che, col tempo, aveva provocato un rallentamento del deflusso delle acque. L'esondazione dagli argini avvenne il 27 maggio, dopo sei giorni ininterrotti di pioggia. Alle 10 di sera l'acqua del Montone, che cingeva le mura della città a nord-ovest, straripò verso sud (all'altezza della Torre Zancana) e andò ad unirsi con quella del Ronco. Le acque saltarono le mura ed irruppero nelle strade.
Il livello delle acque all'alba del 28 maggio fu talmente elevato che raggiunse il secondo piano delle case. Le strade erano diventate fiumi. Gli abitanti vennero messi in salvo caricandoli su barche.
Per tre giorni le strade furono praticabili solo dalle imbarcazioni, poi dai cavalli. Alla fine si contarono 140 case crollate, 320 danneggiate e 240 puntellate. Il numero dei morti fu fortunatamente basso: non più di una dozzina.

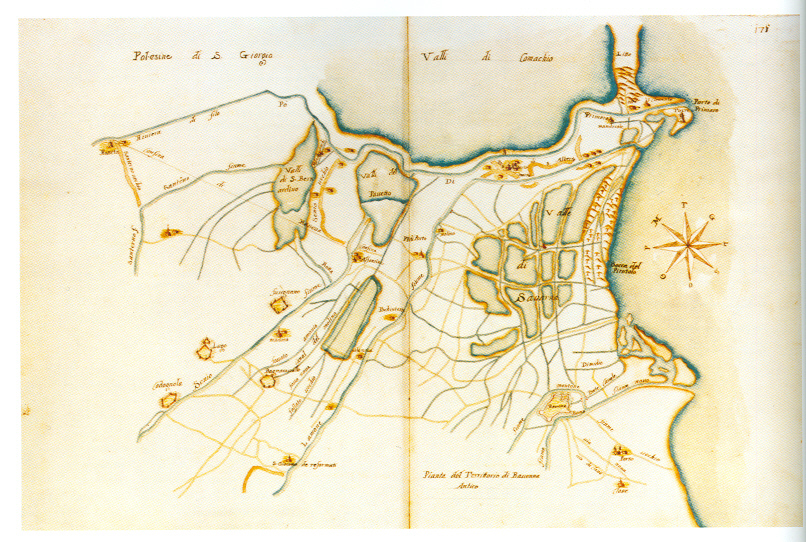
Pianta del territorio di Ravenna - XVII secolo. Si noti la vasta rete di percorsi fluviali che garantivano commerci con l'area del Delta del Po.

L'irregimentazione delle acque di Ronco e Montone si rivelò improcrastinabile. Il governo del legato pontificio elaborò un ampio piano di sistemazione idraulica che comprendeva:
1. diversione delle acque di Ronco e Montone lontano dalle mura;
2. costruzione di un nuovo canale che collegasse la città al mare;
3. costruzione di un nuovo porto.

Le opere furono realizzate dai seguenti legati di Romagna:
- Il card. Giovanni Stefano Donghi: fece scavare un nuovo canale navigabile di 7 km per ricongiungere la città con il porto Candiano. Fu denominato Pamphilio, in onore di Papa Innocenzo X (1574-1655), del casato Pamphili. I lavori durarono dal 1652 al 1654. Nel 1670 fu costruita a 100 metri dallo sbocco in mare del canale una torre di avvistamento, tuttora esistente (la «Torraccia»)[60]. Il canale prendeva l'acqua dal fiume Ronco. Per collegare il canale Panfilio alla città fu scavata una darsena a poche centinaia di metri da Porta Nuova, l'arco monumentale che sovrasta l'inizio dell'attuale via di Roma. Attorno alla darsena sorse un sobborgo che, dalla porta, prese il nome di «Porta Nuova» (tuttora esistente).
- Il card. Marcello Durazzo si occupò della riparazione dei danni causati dal terremoto del 1688[61] e dall'alluvione del 1700.
- Il card. Ulisse Gozzadini (1713-17) chiese e ottenne dal governo dello Stato pontificio un prestito di 15 000 scudi, fondamentali per ripristinare la navigazione nel canale Pamphilio, già quasi interrato.
- Il card. Bartolomeo Massei (1730-35) fece spostare la confluenza di Ronco e Montone da 0,5 km a 2 km a sud della città (costruzione della chiusa di San Marco). Il nuovo cavo unico fu condotto in mare utilizzando parte del canale Pamphilio, che aveva un letto più basso dei due fiumi (1731). Il porto Candiano fu abbandonato. Di conseguenza si dovettero realizzare un nuovo scalo e un nuovo canale navigabile. Per la prima volta ci fu una rottura col passato: lo scalo fu progettato non più a sud-est, ma a nord-est della città, cioè lontano dalle bocche dei fiumi. Il card. Massei decise di costruire il nuovo porto nell'ampia insenatura denominata Bajona. La bontà di tale soluzione è dimostrata dal fatto che essa non ha subito cambiamenti nel tempo. I lavori iniziarono nel 1733 e furono continuati dal successore del Massei.

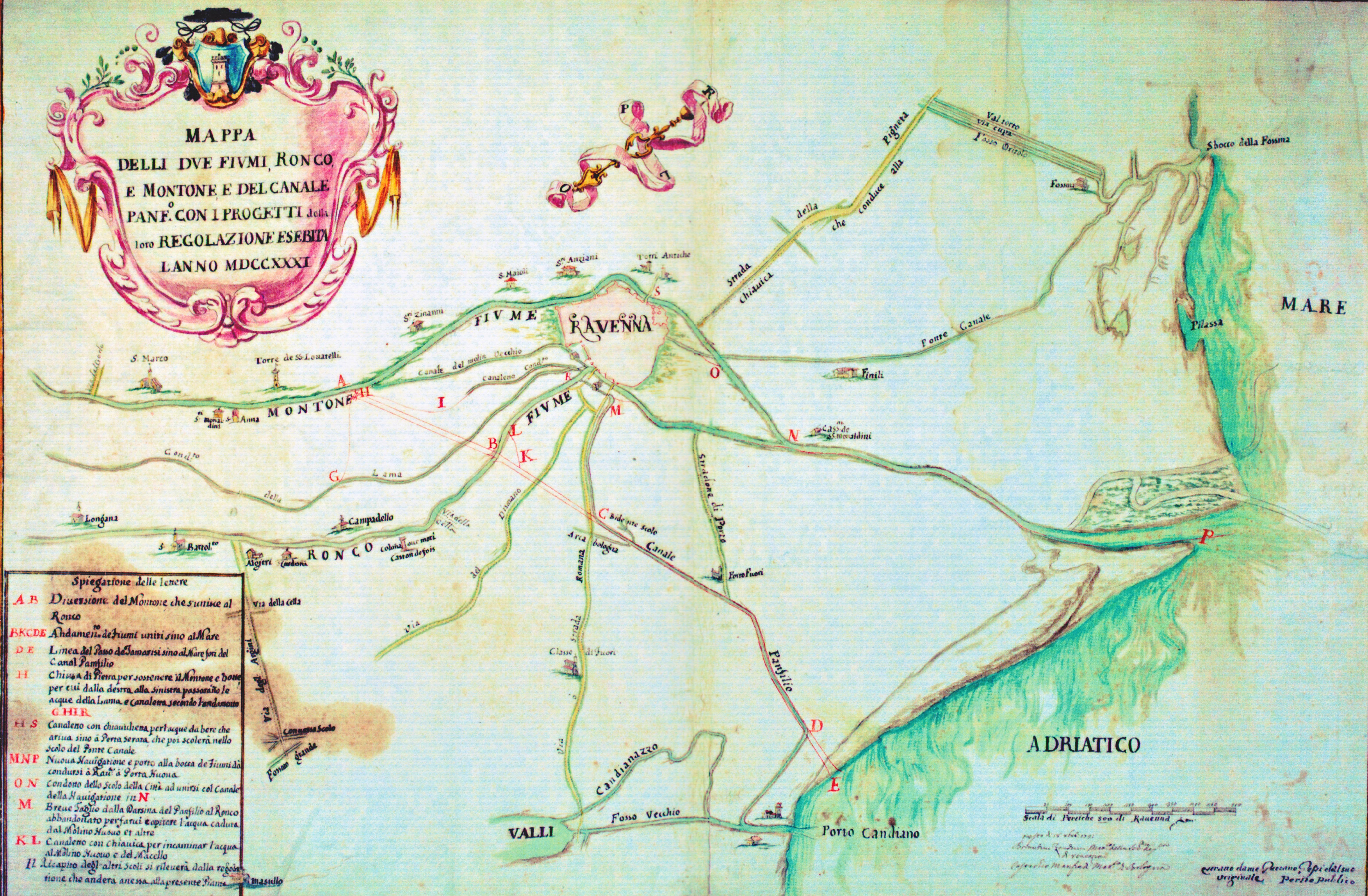
Bernardino Zendrini ed Eustachio Manfredi, Mappa di sintesi dei progetti di regolazione dei fiumi di Ravenna (1731). La mappa è conservata nella Biblioteca Classense (N. inventario Tarlazzi:120b).

- Il card. Giulio Alberoni (1735-39) fece realizzare il canale di collegamento all'insenatura della Bajona: esso iniziava in una zona adiacente alle mura orientali della città, dov'è ancora oggi la darsena di città. Dal Pamphilio, la via d'acqua fu fatta proseguire nel letto del vecchio canale Candiano fino al mare. Sull'alveo spento fu condotto fino al mare il vecchio canale dei molini, che continuò ad alimentare l'unico mulino idraulico della città[62]. Tre strade che uscivano da Ravenna in direzione sud furono interrotte dalla nuova via d’acqua: innanzitutto la “via Romana” (Ravenna-Classe), poi le strade di Porta Sisi e di Porta San Mama. Furono costruiti tre nuovi ponti. Originariamente dovevano essere tutti in legno. Per decisione del cardinale uno di essi fu realizzato in pietra: quello della via Romana. Denominato Ponte Nuovo, fu progettato dall'architetto fusignanese Giovanni Antonio Zane[63][64]. La strada venne leggermente rettificata: fu costruito un nuovo tratto che iniziava ai piedi della rampa dell'infrastruttura.  Anche la via Dismano (Ravenna-Cesena) era rimasta interrotta dalla nuova via d'acqua. Anch'essa venne rettificata: a sud del ponte fu realizzato il nuovo tratto di strada. Il tragitto esistente della Dismano fino ai Fiumi Uniti fu abbandonato (è l'attuale via Dismano vecchia). Infine fu costruita una strada per collegare la via principale della città (l'attuale Via di Roma) con la nuova zona portuale.[65] Nel 1738 l'Alberoni chiese e ottenne da Papa Clemente XII (al secolo Lorenzo Corsini) la proroga di un anno del mandato per consentirgli di completare i lavori. Nel 1739 fu avviata la costruzione del nuovo canale naviglio per collegare la città al mare. La parte iniziale fu scavata ex novo, mentre nella parte finale il canale fu inalveato sul tratto terminale del Montone. Nel settembre dello stesso anno, però, il cardinale Alberoni dovette ritornare a Roma senza aver visto la fine dei lavori.
- card. Pompeo Aldrovandi (1743-46): terminò l'opera dell'Alberoni. Il nuovo canale mantenne il nome Candiano, mutuandolo dal precedente.
- card. Giacomo Oddi: alla foce del canale Candiano fu costruito il nuovo porto (1748) che in seguito, dal nome del pontefice, fu denominato Porto Corsini.

I lavori ebbero effetti permanenti nello stabilizzare l'area intorno a Ravenna, consentendo un ordinato sviluppo delle coltivazioni agricole e dando un decisivo impulso a nuove opere di prosciugamento e bonifica. Il prezzo da pagare fu la perdita definitiva del collegamento diretto con il Po di Primaro. S'interruppe un legame che traeva le sue origini dall'epoca romana.

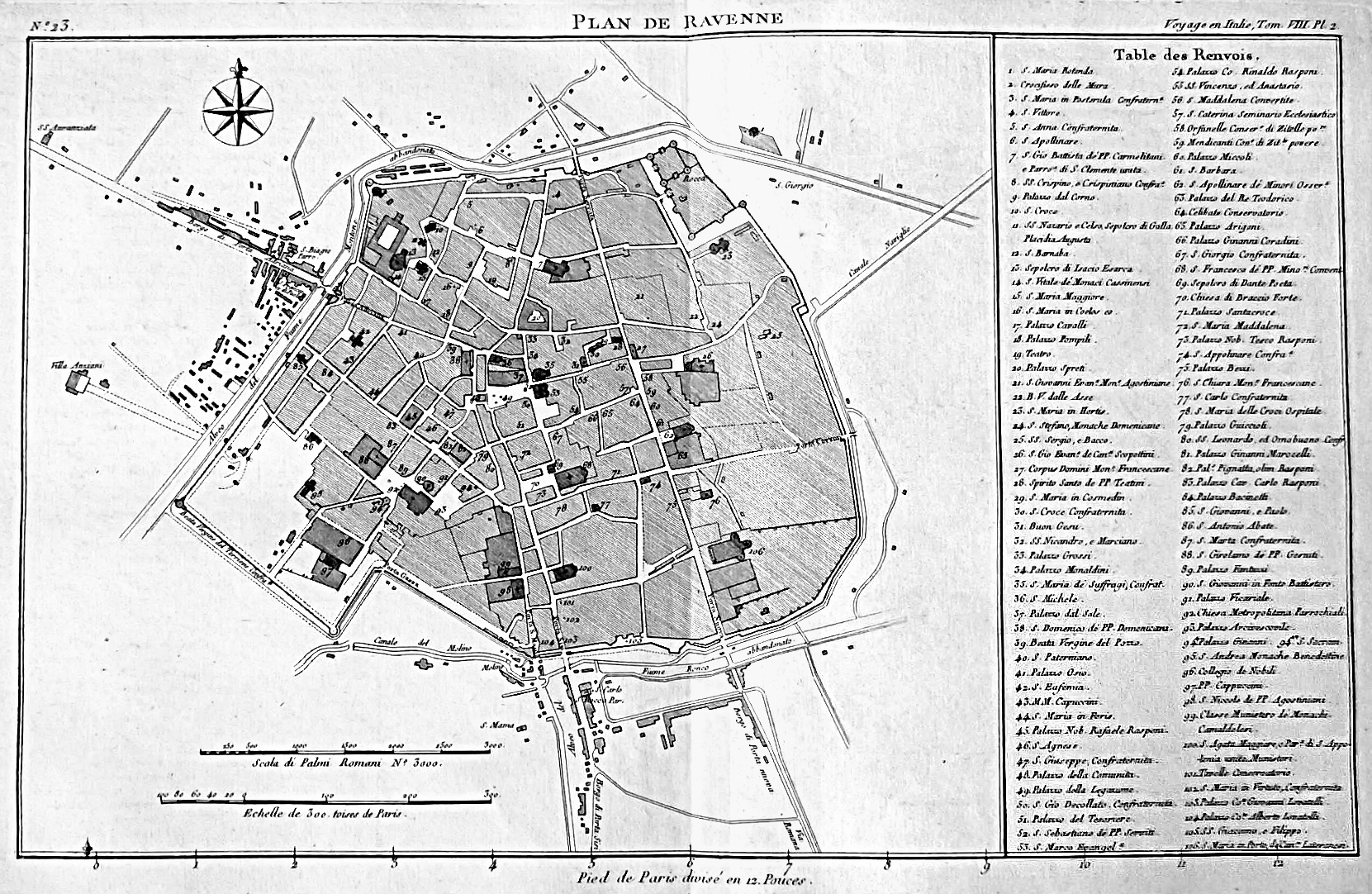
Pianta di Ravenna con localizzazione degli edifici rilevanti (1786).

Tra il 1606 e il 1697 la popolazione di Ravenna crebbe da 11.331 a 14.424 unità. Nel XVII secolo gli spettacoli teatrali erano ospitati in locali diversi: il Palazzo Comunale, il Palazzo Arcivescovile ed il Collegio dei Nobili. Richiesto a gran voce dai ravennati, all'inizio del XVIII secolo fu costruito un teatro, che aprì nel 1722. Il "Teatro Comunitativo" (questo il suo nome) rimase l'unico palcoscenico di Ravenna fino al 1852, quando fu inaugurato il Teatro Dante Alighieri.
Nel XVIII secolo Ravenna visse un periodo di grande rinnovamento architettonico. Dapprima fu riedificato il Duomo (1734-1745), su impulso dell'arcivescovo Farsetti (1727-41). Poi furono costruiti in pochi decenni diversi palazzi che cambiarono il volto del centro cittadino. Fu rimesso completamente a nuovo il palazzo comunale (anni 1760). Le grandi famiglie aristocratiche edificarono nuovi sontuosi palazzi: Palazzo Rasponi; Palazzo Ginanni Corradini (in via Mariani); Palazzo Baronio (attuale via Raul Gardini); Palazzo Spreti (via Paolo Costa); Palazzo Rasponi del Sale (in Piazza del Popolo, attuale sede di una banca).
Furono edificate anche importanti opere pubbliche. Tra esse: l'Orfanotrofio maschile (sull'attuale via Guaccimanni) e il nuovo palazzo delle Scuole pubbliche (lungo l'odierna via Pasolini). Il protagonista di queste committenze fu l'architetto Camillo Morigia, il quale firmò anche il progetto del nuovo sepolcro di Dante.
Nello stesso periodo fu effettuata la tracciazione di una nuova strada carrozzabile di collegamento con Forlì: è “via Ravegnana”. La costruzione dell'arteria stradale fu celebrata nel 1785 con l'erezione di un arco monumentale in onore del legato pontificio, il cardinale Luigi Valenti Gonzaga.
Il secolo finì in maniera disastrosa per le istituzioni civili e religiose ravennati. Nel 1796 l'esercito francese guidato da Napoleone invase i territori pontifici. Il 23 giugno fu firmato a Bologna un penalizzante armistizio. Il 19 febbraio 1797 il Papa rinunciò a tutti i suoi diritti sulla Legazione di Romagna (Trattato di Tolentino). Il 19 maggio seguente la Legazione fu distaccata dallo Stato Pontificio ed annessa alla Repubblica Cispadana. Poi ne seguì le sorti, confluendo in giugno nella Repubblica Cisalpina. L'anno seguente furono soppresse le quattro grandi abbazie ravennati di origine bizantina: San Vitale, San Giovanni Evangelista, Sant'Apollinare in Classe e Santa Maria in Porto. Il patrimonio artistico conservato nei monasteri fu depauperato.

### L'Ottocento
Il 25 giugno 1293 l’arcivescovo Bonifacio Fieschi (1275-1294) stabilì la fondazione di una confraternita per la gestione di un hospitale. La confraternita ebbe il nome di Santa Maria della Misericordia. L'hospitale fu costruito in quella che oggi si chiama via Baccarini, accanto ai possedimenti del monastero di Classe (oggi Biblioteca Classense). La confraternita ebbe in uso la chiesa di San Bartolomeo (oggi al suo posto sorge la chiesa di San Romualdo) con annesso cimitero. Fra i patroni dell'ospedale si affermarono, sin dal secolo seguente, gli esponenti del potente casato dei da Polenta. Nel 1433 Ostasio III, signore di Ravenna, donò il complesso chiesa-ospedale ai monaci dell'abbazia di Classe. Nei primi anni del XVI secolo a Ravenna c’erano ancora 6 ospedali. I principali ospedali della città svolgevano tutte tre le funzioni assistenziali: brefotrofio, nosocomio e xenodochio.
Fonti:  Note di topografia urbana ravennate. L’isolato di Classe in città fino al XVI secolo (PDF), su issrmarvelli.it, 4 dicembre 2010.  L'Ospedale Santa Maria delle Croci, su archivioravennamostre.cultura.gov.it, 2024.  Ospedale di S. Maria delle croci (già S. Maria della misericordia), Istituti uniti e altre Opere pie di Ravenna, su dati.san.beniculturali.it. URL consultato il 5 giugno 2025.  San Giovanni Evangelista. Il complesso diviene sede dell’Ospedale Civile, su sangiovanni.unibo.it. URL consultato il 5 giugno 2025.  Ravenna, 12 aprile 1959. Inaugurazione Ospedale Santa Maria delle Croci, su auslromagna.it, 17 gennaio 2025.
Dopo il ventennio di dominazione napoleonica (1797-1815), Ravenna tornò nuovamente allo Stato pontificio.

Subito dopo la Restaurazione, nacque per la prima volta la discussione su quale città, tra Forlì e Ravenna, meritasse di più il ruolo di capoluogo della Legazione di Romagna. Negli anni 1815-1816 si scatenò una lunga polemica tra i due centri, a colpi di pamphlet e di pressioni più o meno nascoste verso Roma. Alla fine fu presa una decisione salomonica: la Romagna venne divisa in due Legazioni distinte, così entrambe le città si poterono fregiare del titolo di capoluogo.
Negli anni seguenti si diffusero a Ravenna, come in molte altre città, le sette segrete, tra cui la Carboneria. Un cittadino ravennate, nella sua autobiografia, spiega che «In Ravenna la Carboneria dividevasi in tre sezioni: la prima portava il nome di Protettrice, perché reggeva le altre; la seconda di Speranza, perché composta in gran parte di giovani studenti; e la terza, [poiché] era un miscuglio di ogni sorta di gente, operai quasi tutti, i più pronti all'azione, ebbe il nome di Turba».
L'attività delle sette fece registrare un notevole aumento dei delitti di sangue in tutta la Legazione. La Santa Sede, per mezzo del Segretario di Stato Ercole Consalvi, temendo un'invasione del confinante Impero austriaco a causa della presenza di società segrete ai confini del Lombardo-Veneto, ordinò nel 1821 al legato di Ravenna, Rusconi, di cacciare o di confinare i carbonari più pericolosi.
Ma il problema non fu risolto e negli anni seguenti Consalvi temette più volte che l'Austria approfittasse di un qualsiasi pretesto per scendere a sud del Po.
Nel 1824 venne assassinato il direttore di polizia della città. Ciò indusse Roma ad inviare uno dei suoi uomini più in vista, il cardinale Agostino Rivarola. Rivarola, nominato cardinal legato a latere, fece condurre un'indagine che portò alla celebre sentenza del 31 agosto 1825, con la quale vennero condannate a varie pene (compresa quella capitale, poi commutata in ergastolo), oltre 500 persone, appartenenti a tutti gli strati sociali.
Rivarola avviò anche una politica di modernizzazione amministrativa, ma fu ricordato soprattutto per il pugno di ferro con il quale esercitò il potere di comando e la durezza con cui cercò di colpire i cospiratori.
La Carboneria decise allora di preparare un attentato contro di lui, che fu effettuato senza successo il 23 luglio 1826.

Visto il clima pericoloso, il governo pontificio ritenne prudente richiamare Rivarola a Roma. Al suo posto fu inviata a Ravenna una commissione di giudici con l'incarico di trovare e condannare i responsabili dell'attentato. La commissione d'inchiesta, presieduta da monsignor Filippo Invernizzi, avviò un'indagine in cui, per raccogliere prove, non esitò a ricorrere a delazioni e carcerazioni arbitrarie, inimicandosi la popolazione. Dopo due anni l'inchiesta si concluse con la condanna a morte di cinque persone, sentenza pronunciata il 26 aprile 1828. La condanna fu eseguita, nel successivo mese di maggio, in piazza Garibaldi (all'epoca "Piazza degli Svizzeri").
Negli stessi anni il governo pontificio aveva rilevato la proprietà del porto, situato all'imbocco del Canale Corsini. Il porto crebbe fino a diventare, durante il pontificato di Papa Pio IX, «il più frequentato ed il più centrale pel commercio delle quattro Legazioni». In un rapporto del Giornale agrario toscano, organo dell'Accademia dei Georgofili, si legge che nel 1836 attraccavano nel porto di Ravenna circa 500 navi mercantili all'anno. Considerando che il numero di navi che uscivano dal porto fosse altrettanto, si può concludere che il movimento annuale dovesse arrivare ad un migliaio di unità. Il movimento rimase costante per molto tempo, fin verso la fine dell'Ottocento. Nel 1831 ebbe inizio il servizio dei Pompieri con un piccolo drappello di volontari dei quali era organizzatore ed anima il conte Paolo Pasolini; nel 1855 il servizio venne municipalizzato e Pasolini ne fu nominato «direttore». Nel 1845 fu aperta la prima scuola pubblica della città. I locali furono allestiti in un convento che era stato chiuso al tempo dell'occupazione francese. Fu considerato prioritario, dagli amministratori dell'epoca, intervenire nel settore dell'istruzione: «L'istruzione della gioventù a qualsiasi classe del popolo appartenga, è il primo ufficio de' Municipii in un Governo libero…».
Tra il 1854 e il 1855 Ravenna fu colpita da una grave epidemia di colera. Il morbo colpì 2.694 persone, causando la morte di 1.677 di essi. L'epidemia fu dichiarata estinta il 9 novembre 1855. Fu l'ultima volta che il colera colpì la città. 

L'11-12 marzo 1860, in seguito ad un plebiscito, Ravenna venne annessa al Regno di Sardegna, che divenne dal 1861 Regno d'Italia. La Legazione divenne provincia, cui però fu tolta Imola. In quello stesso anno (ottobre) si svolse la prima visita di Vittorio Emanuele II a Ravenna.

## Dall'unificazione dell'Italia ad oggi

### Ravenna nel Regno d'Italia
Due anni dopo la proclamazione del nuovo Regno, a Ravenna arrivò la ferrovia. Il capoluogo venne messo in comunicazione con Bologna tramite la linea Ravenna-Castel Bolognese (circa 40 km), inaugurata il 23 agosto 1863. Commissario della tratta fu Alfredo Baccarini. Per costruire la strada ferrata fu necessario abbattere un tratto di mura veneziane.
Il 28 luglio 1868 si tennero le ultime esecuzioni capitali registrare in città. Due condannati a morte furono impiccati nel Foro Boario, luogo dove avvenivano le esecuzioni. Negli anni dal 1865 al 1871 la vita di Ravenna fu sconvolta dalla “Setta degli accoltellatori”. La banda malavitosa uccise otto persone e ne ferì altre sei. La vittima più illustre fu il generale Carlo Pietro Escoffier, Prefetto della città. Dopo i numerosi omicidi, fu catturato uno dei membri, Giovanni Resta, che confessò e fece i nomi dei complici. Finirono a processo 23 imputati, che furono condannati a lunghe pene detentive.
Il 29 aprile 1888 fu inaugurato il primo ippodromo della città, nell'area dei giardini pubblici. Nello stesso anno la provincia di Ravenna subì una seconda defezione: i quattro comuni della Valle del Santerno furono annessi alla provincia di Bologna. A fine agosto re Umberto I venne a Ravenna ad inaugurare il Monumento dei martiri.
Nel 1889 si aprì la seconda tratta ferroviaria, il collegamento con Ferrara e Rimini. Venne costruita una nuova stazione ferroviaria coi relativi viali che la collegarono al centro della città. Nacque la lunga strada che porta due nomi: Via Farini e Via Armando Diaz. Nella piazza antistante la stazione venne dedicato un monumento a Luigi Carlo Farini e ai caduti delle guerre d'indipendenza. Per l'esecuzione delle opere ferroviarie furono effettuati nuovi smantellamenti delle mura veneziane con l'abbattimento di un torrione e di parte delle mura fino a Porta Alberoni.
Tra Otto e Novecento si costruirono anche nuove opere pubbliche come il lavatoio, il macello (il cui edificio esiste ancora) e il cimitero monumentale. Dopo l'esproprio delle proprietà ecclesiastiche (leggi del 1866-1867), nei locali del monastero Classense venne aperta la biblioteca cittadina (che divenne una delle più prestigiose d'Italia); l'ex complesso di San Vitale venne riutilizzato come caserma e deposito (l'ex convento di San Giovanni era già ospedale). Si avviò infine il completamento di piazza Garibaldi, adiacente alla centralissima piazza del Popolo, e fu edificata la pescheria (poi trasformata nell'attuale mercato coperto).
Ravenna possedeva un patrimonio monumentale vastissimo, che però non veniva curato né valorizzato. Alla fine del secolo lo stato di conservazione dei monumenti storici era preoccupante: il sepolcro di Galla Placidia si allagava normalmente d'inverno, e qualche volta anche la Basilica di San Vitale. Questa grave situazione portò gli intellettuali ravennati a lanciare, il 28 gennaio 1897, un appello di cui si fece portavoce Giosuè Carducci, all'epoca presidente della «Regia Deputazione di Storia Patria per le Romagne».
La risposta dello Stato non si fece attendere. Nell'autunno dello stesso anno si recò a Ravenna una delegazione del Ministero dell'Istruzione. Dopo aver effettuato un sopralluogo nei luoghi simbolo della città, si decise di intervenire con un finanziamento. Oltre ai fondi, il Ministero decise, sollecitato dagli stessi proponenti, di creare di una struttura in loco che guidasse e sovrintendesse i lavori di riqualificazione e recupero dei monumenti storici di Ravenna.

Nacque così la prima Soprintendenza ai monumenti d'Italia. Fu scelto come primo soprintendente Corrado Ricci, personaggio molto conosciuto in città, che abbinava la fama di storico all'esperienza di ex funzionario della Pubblica Istruzione. Ricci fu affiancato dall'architetto Icilio Bocci. La struttura fu varata nel dicembre 1897, dieci anni prima della definitiva sistemazione del servizio a livello nazionale.
Quattro anni prima, nel 1893, era stata aperta la filiale ravennate della Banca d'Italia. La base dell'economia ravennate era l'agricoltura. Il mercato del bestiame si teneva in diverse piazze della città: le attuali piazza Baracca, della Resistenza, del Popolo, Garibaldi e Marsala. Negli ultimi decenni del secolo la coltura della barbabietola superò (come numero di ettari di superficie) quelle tradizionali del granoturco e di altre colture. Ciò favorì la costruzione di due grandi zuccherifici: il primo sorse a Classe nel 1899, il secondo a Mezzano (1908). Nello stesso anno 1899, il 24 giugno, fu fondato il consorzio agrario provinciale.

### La prima guerra mondiale

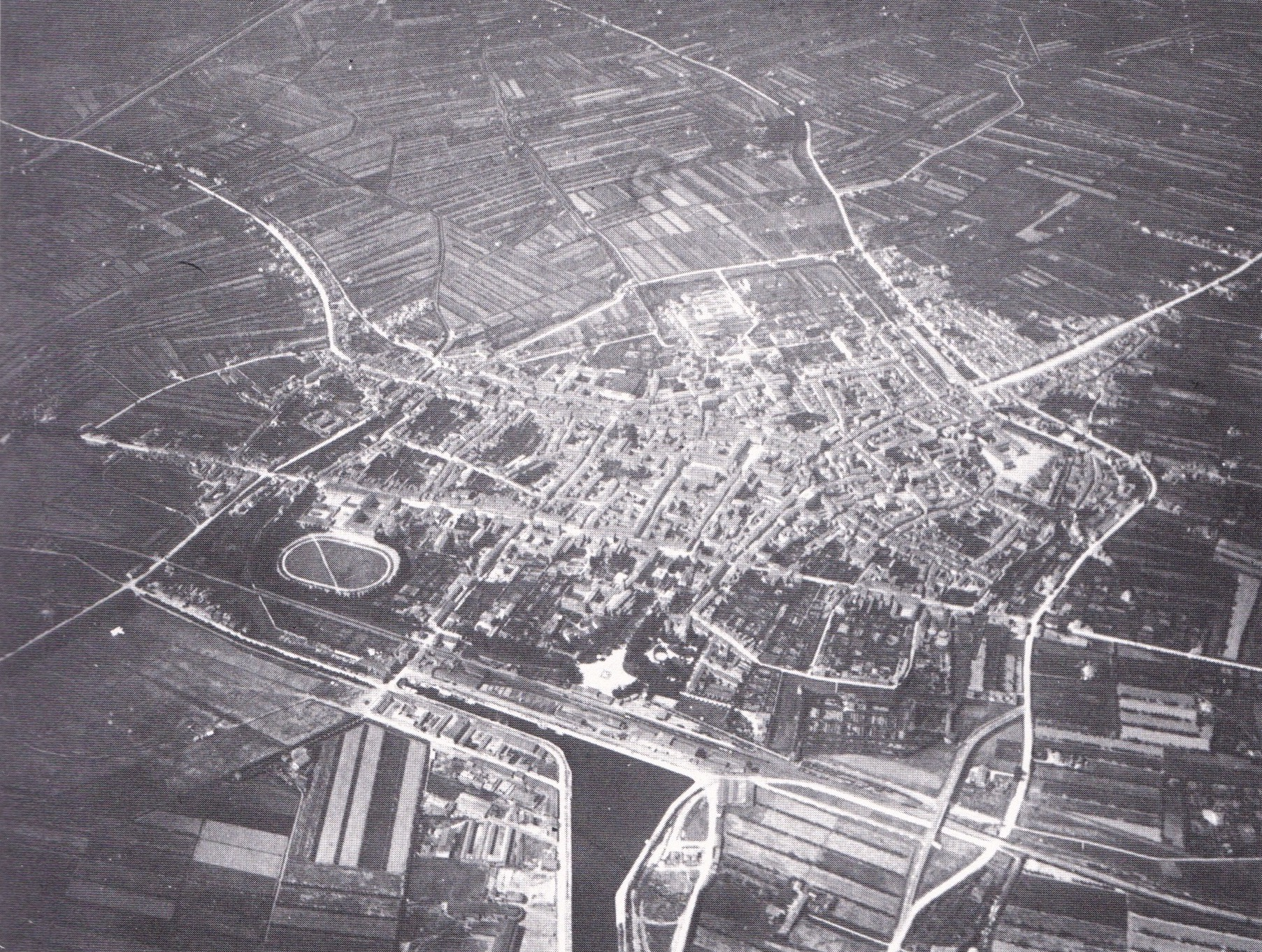
Vista aerea di Ravenna nel 1916. La strada che taglia in due la città è via di Roma. A sinistra si nota l'ippodromo. In basso la darsena e l'inizio del Canale Candiano. Il perimetro della città coincide ancora con quello della cinta muraria cinquecentesca.

Ravenna vanta un triste primato: il suo porto fu l'obiettivo del primo atto di guerra subito dall'Italia nella prima guerra mondiale. Alle 3:45 del 24 maggio 1915 (l'Italia avrebbe dichiarato guerra all'Austria-Ungheria il giorno stesso) un cacciatorpediniere austriaco forzò il porto penetrando nel canale Corsini, scaricando colpi di cannone su tutto ciò che incrociava. L'unica vittima, Natale Zen, militare di 47 anni dell'Arsenale di Venezia, fu probabilmente il primo caduto italiano del conflitto.

Il 12 febbraio 1916 la città fu bombardata dall'aviazione austro-ungarica, con danni all'ospedale civile e alla Basilica di Sant'Apollinare Nuovo. Furono 13 le vittime accertate, undici civili e due militari. 

Il territorio ravennate fu teatro di altri rilevanti fatti di guerra. Primo fra tutti, l'insediamento a Porto Corsini di un contingente statunitense di 377 uomini, che rimase dal luglio 1918 fino a un mese dopo la fine della guerra. Nel complesso i militari ravennati caduti nella Grande guerra furono 991. 

Tra un'esercitazione e l'altra, i militari statunitensi insegnarono ai ravennati il gioco della pallavolo. Ravenna può essere considerata la culla della pallavolo italiana.

### Il primo dopoguerra

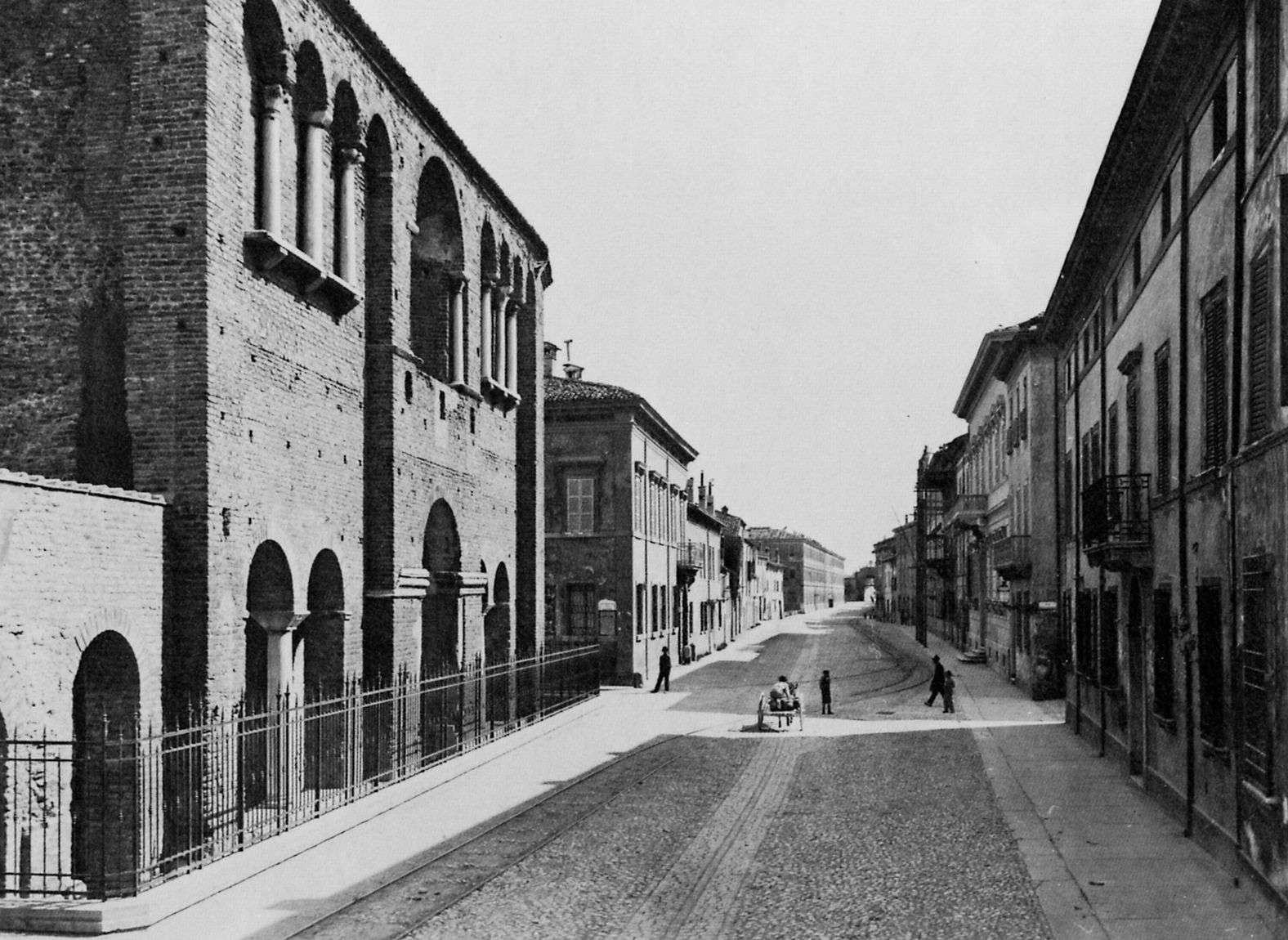
Corso Garibaldi (attuale via di Roma) nei primi decenni del XX secolo. A sinistra il «palazzo di Teodorico».

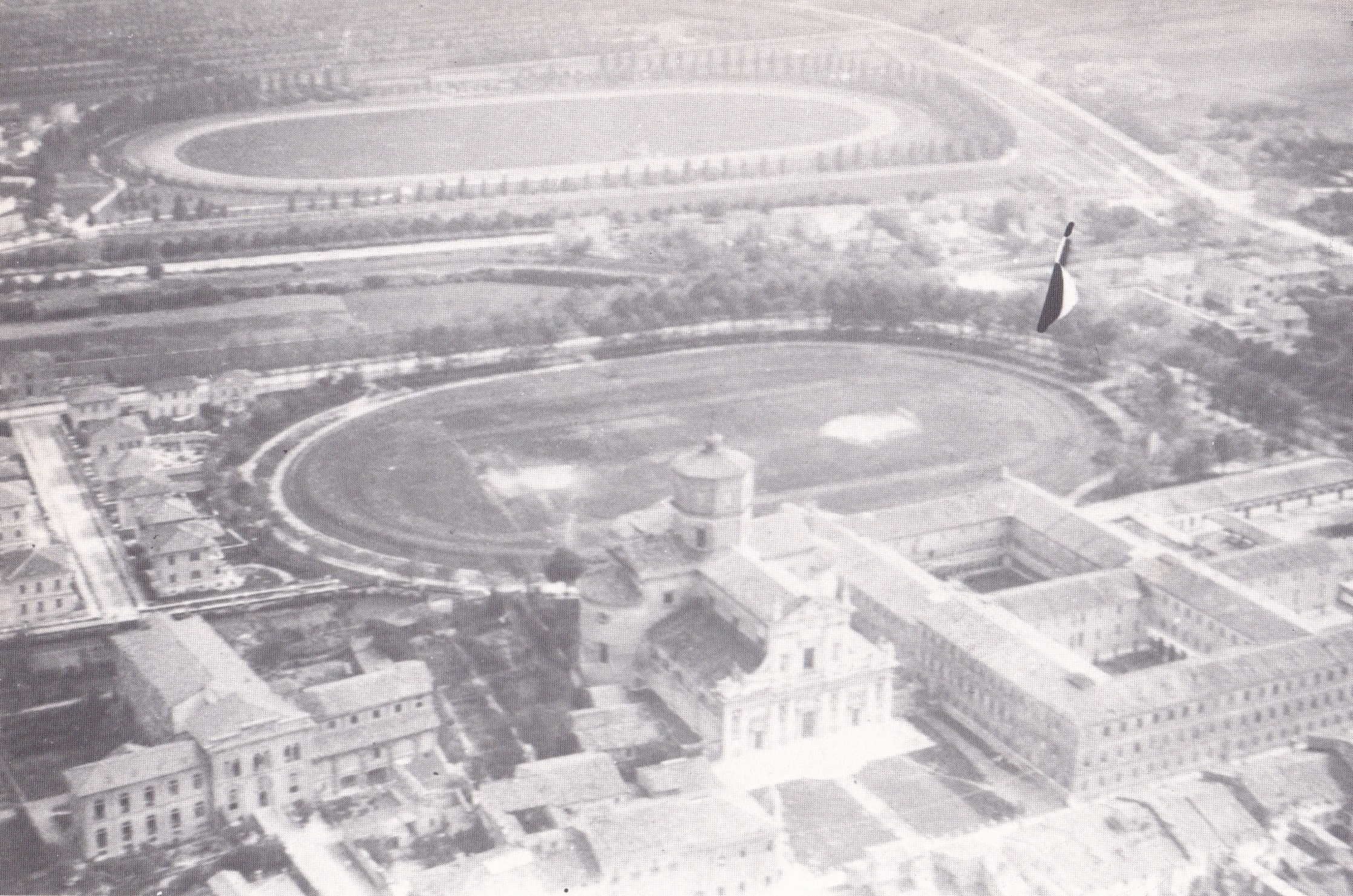
Foto aerea degli anni 1920 della zona di Santa Maria in Porto. A fianco della basilica è la caserma Garibaldi, costruita negli spazi dell'ex monastero. La caserma venne duramente colpita dai bombardamenti del luglio 1944 e fu poi demolita. Dietro la basilica, nell'ex Prato di Porto, si vede il vecchio Ippodromo. Oltre alle corse dei cavalli, qui si svolgevano anche gli incontri di calcio e le gare ciclistiche. In alto l'Ippodromo Darsena. Tra i due ippodromi correva la linea ferroviaria.

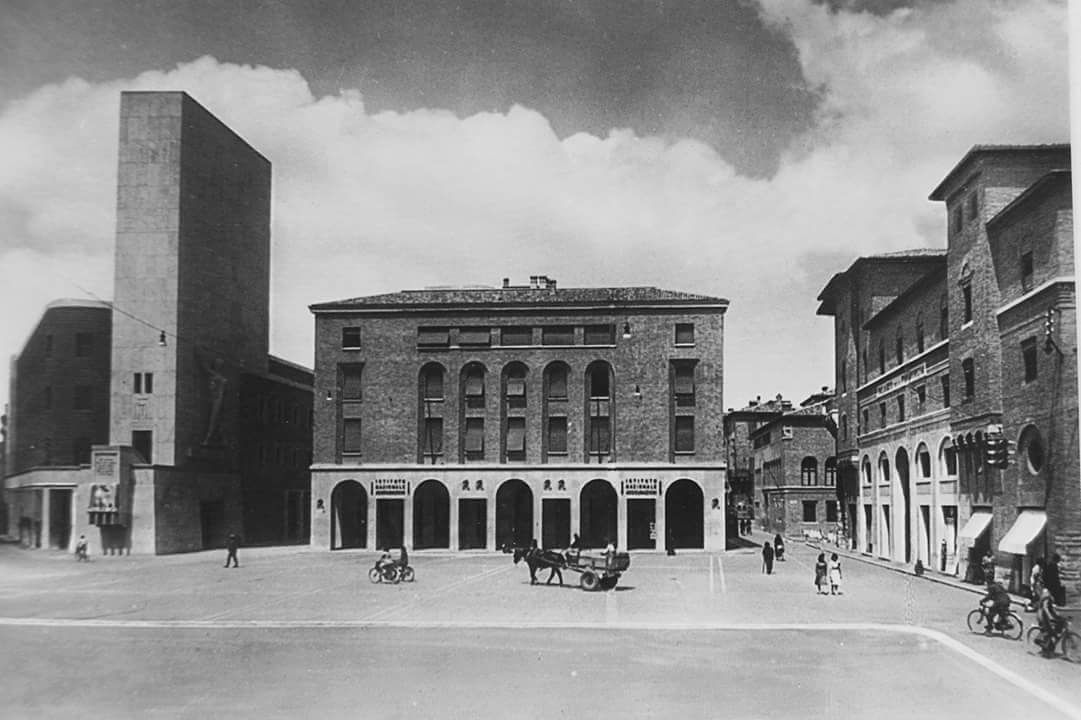
Piazza caduti per la libertà nel 1939.

Le formazioni politiche più organizzate a Ravenna erano i repubblicani (molto forti in città) ed i socialisti (largamente presenti nelle campagne del vastissimo comune romagnolo). Nel 1900 fondarono insieme la Camera del Lavoro, una delle prime in Italia.  Nel 1910, però, i repubblicani uscirono e fondarono la Nuova Camera del Lavoro.
Nel 1921 si costituì il Fascio di combattimento ravennate. Nel settembre dello stesso anno fu organizzata la prima mobilitazione fascista a Ravenna. L'11 e 12 settembre 3 000 squadristi (provenienti dalle province di Ferrara e Bologna) marciarono per le vie della città. Fece in quest'occasione la sua prima comparsa come divisa militare la camicia nera, indumento già usato dagli anarchici. Ravenna era all'epoca il massimo centro politico per il Partito Socialista Italiano dopo Milano. Per conquistarla i fascisti locali impiegarono quasi un anno..
Nell'estate del 1922 si ebbe lo scontro definitivo. Essendo ormai imminente la trebbiatura, l'Alleanza del Lavoro, il fronte unitario dei barrocciai repubblicani e di sinistra, aveva stipulato un accordo con gli agrari per la concessione esclusiva del trasporto di grano. All'inizio di luglio i lavoratori fascisti ravennati, che fino ad allora avevano partecipato alla Nuova Camera del Lavoro repubblicana, fuoriuscirono e crearono un loro nucleo di barrocciai guidati da Giovanni Balestrazzi. Promossero poi un'intesa separata con l'Associazione Agraria. Quando il fatto divenne di dominio pubblico, l'Alleanza del Lavoro proclamò lo sciopero generale per il 23 luglio. Quel giorno i lavoratori di tutta la provincia sarebbero dovuti convenire a Ravenna. La manifestazione non si tenne: la forza pubblica impedì ai manifestanti di entrare in città. Socialisti e repubblicani proclamarono allora un altro sciopero per il 26 luglio. Sin dal primo mattino scoppiarono degli scontri in Borgo San Biagio, uno dei quartieri popolari di Ravenna. Rimase ucciso Giovanni Balestrazzi. Gli scontri tra le opposte fazioni si fecero sempre più violenti. La forza pubblica, che fino ad allora si era tenuta in disparte, aprì il fuoco, lasciando sul terreno nove morti, in prevalenza militanti repubblicani e socialisti. Nel pomeriggio si ebbero nuovi scontri fra gli stessi repubblicani. Italo Balbo, chiamato da Ferrara dagli squadristi locali, giunse prima di sera a Ravenna e fece convergere sul capoluogo romagnolo migliaia di camicie nere. Dopo aver ottenuto una tregua con i repubblicani, la mattina del 27 luglio i fascisti si scontrarono duramente con socialisti, comunisti e anarchici, prevalendo. Le squadre fasciste appiccarono il fuoco all'antico Palazzo Rasponi, sede della Federazione delle Cooperative della provincia. Fu tratto in salvo il socialista Nullo Baldini, presidente della Federazione, in virtù di un accordo ad altissimi livelli tra socialisti e fascisti. Il 28 luglio fu firmato un patto di tregua e buona volontà tra i fascisti e i repubblicani. Siglarono la pace Dino Grandi per i fascisti, appositamente venuto da Roma, e Ubaldo Comandini per i repubblicani.
L'occupazione di Ravenna diede il via nei giorni successivi alla cosiddetta «colonna di fuoco», l'operazione con la quale le squadre fasciste occuparono i principali centri della Romagna e devastarono le cooperative e le sezioni dei partiti rivali ivi presenti.
Il 5 maggio 1921 entrò in funzione il nuovo ippodromo che sostituì quello inaugurato nel 1888. Fu realizzato presso il canale Candiano ed è giunto fino ai giorni nostri. Nel 1923 fu eletto sindaco della città Celso Calvetti, il primo proveniente dal Partito fascista ravennate. La nuova amministrazione gestì la città nel segno della riorganizzazione urbanistica. I piani regolatori del 1927, del 1937 e del 1942 impressero a Ravenna modificazioni strutturali.
Vennero edificate in questo periodo la Casa del Mutilato (nell'odierna piazza J. F. Kennedy), la Capitaneria del Porto, il nuovo Liceo classico e la prima Colonia di Marina di Ravenna, lido balneare che stava prendendo forma.
Nel 1928 venne ultimato il nuovo Palazzo della Provincia, su progetto dell'architetto Giulio Ulisse Arata, che realizzò anche l'intervento urbanisticamente più pregevole di quegli anni: la sistemazione della zona attorno alla Tomba di Dante Alighieri.

### La seconda guerra mondiale
Dopo l'8 settembre 1943 Ravenna, come tutta la Romagna, finì nell'orbita della Repubblica Sociale Italiana.

L'esercito tedesco penetrò nella pianura padana e prese il controllo del territorio. Gli Alleati bombardarono per la prima volta la città bizantina il 30 dicembre 1943. Fu il primo di 34 attacchi. Un secondo bombardamento fu effettuato il 22 marzo 1944. Tra giugno e luglio del 1944 la X Armata dell'esercito germanico costruì la Linea Gotica. Gli Alleati, dopo la liberazione di Roma (4 giugno 1944), proseguirono la risalita della penisola e giunsero a ridosso della linea fortificata in agosto. L'VIII Armata britannica si dispose lungo il tratto romagnolo, che scorreva lungo il crinale appenninico e terminava a Rimini.
Le incursioni aeree sui cieli di Ravenna si moltiplicarono: tra luglio e agosto i bombardamenti furono pressoché quotidiani. Il 24 agosto, il 4 e 9 settembre furono effettuati anche bombardamenti notturni. I danni causati furono ingenti; molti edifici storici furono danneggiati o distrutti: la chiesa di San Giovanni Evangelista (21 agosto 1944); il Duomo e la basilica di San Francesco (25 agosto); San Domenico; Santa Maria in Porto Fuori (5 novembre). Beni mobili furono salvaguardati portandoli fuori città, nella Villa Monaldina (tra Ravenna e Forlì). I tesori inestimabili, artistici e storici, custoditi nel cuore di Ravenna furono salvati grazie a un tacito accordo tra tedeschi e Alleati. Il 29 agosto i fascisti misero a morte 12 tra partigiani ed antifascisti. Avevano, tranne due, un'età compresa tra 19 e 30 anni. In loro ricordo il luogo dell'esecuzione è stato denominato "Ponte dei Martiri".
Gli alleati della VIII armata britannica sfondarono la Linea Verde ed arrivarono a Cervia nell'ottobre del 1944. Successivamente si diressero verso Ravenna. Nella provincia si era costituita la 28ª Brigata Garibaldi “Mario Gordini”, di cui il distaccamento intitolato a “Terzo Lori” si era stabilito sull'Isola degli spinaroni, nella valle “Pialassa della Baiona” a nord della città. Sull'isola, ben nascosta dalla vegetazione, si radunarono alcune centinaia di partigiani che venivano riforniti di notte, con le barche, dagli abitanti di Porto Corsini. I tedeschi non riuscirono mai a trovare questo insediamento. Sull'isola arrivò anche un radiotelegrafista per mantenere il collegamento con gli alleati. Il 27 novembre 1944 si compì l'eccidio di Madonna dell'Albero: 56 persone furono trucidate dai tedeschi occupanti.
Il 2 dicembre 1944 si verificò l'ultimo bombardamento alleato. Il giorno dopo Ravenna fu evacuata dai tedeschi; il 4 dicembre fu occupata dai canadesi dell'VIII Armata britannica senza che fosse sparato un colpo.
Il 3 dicembre iniziò la “battaglia delle valli” che infuriò nelle campagne a nord di Ravenna costringendo i tedeschi al ripiegamento. Il 4 febbraio 1945 il comandante della “Mario Gordini”, Arrigo Boldrini, fu insignito della Medaglia d'oro al valor militare come riconoscimento per il significativo contributo dato alla liberazione dal comune nemico nazifascista. Dopo la caduta della R.S.I. centinaia di militanti fascisti ripararono in Veneto (soprattutto nel Padovano), dove consegnarono le armi ai CLN locali. Essi furono raggiunti e trucidati dai soldati della 28ª Brigata Garibaldi  tra il 28 aprile e metà giugno del 1945 (Eccidio di Codevigo).
Nella campagna ravennate, in località Piangipane, è stato costruito il cimitero di guerra di Ravenna.

### Il secondo dopoguerra
Nel secondo dopoguerra la città conobbe una fase di intensa industrializzazione. Nel 1952 Enrico Mattei, presidente dell'AGIP, venne per la prima volta a Ravenna. Quello stesso anno, il 15 settembre, i geologi dell'Agip Mineraria individuarono, al largo della costa ravennate, un giacimento di gas metano; sondaggi successivi confermarono la scoperta di uno dei maggiori giacimenti di gas naturale della Valle del Po. Secondo Mattei il metano poteva essere utilizzato non solo come fonte energetica e di calore, ma anche come materia prima per la petrolchimica e in particolare per la produzione di gomma sintetica. Nello stesso anno l'Agip iniziò le trivellazioni in mare. Non erano ancora conosciuti i rischi per la subsidenza del territorio. Il 12 giugno 1954 Luigi Einaudi venne in visita in città. Fu il primo Presidente della Repubblica ad effettuare una visita ufficiale a Ravenna.
Nel 1953 Enrico Mattei fondò l'Ente Nazionale Idrocarburi (ENI) e nel 1955 acquisì l'Anic (Azienda Nazionale Idrogenazione Combustibili), che avrebbe guidato lo sviluppo della chimica italiana negli anni a venire. Il 24 aprile 1955 fu firmato l'accordo con il Comune di Ravenna (rappresentato dal sindaco Celso Cicognani) per la cessione dei terreni sui quali sarebbe sorto lo stabilimento petrolchimico. Le attività economiche cominciarono ad attrarre manodopera: contadini e braccianti trovarono un nuovo lavoro come operai nella costruzione dei nuovi impianti, che occupavano una superficie di 170000 m². Si verificò uno spostamento di forza lavoro dalla collina faentina e forlivese alla città. Questo vuoto fu riempito in pochi anni: tra il 1953 e il 1956 ben 5 000 nuclei familiari andarono a coltivare i poderi lasciati liberi dai braccianti ravennati. L'Anic entrò in funzione nel 1958. 
L'ENI, oltre a costruire lo stabilimento, edificò anche le case per i dipendenti. Nacque così il «Villaggio Anic», una cittadella di 25 ettari realizzata per una popolazione di 3 000 abitanti. Il Villaggio fu costruito tra il 1958 e il 1962 nell'area insediativa a sinistra del Porto canale. Nello stesso periodo, a destra del Candiano prese forma il quartiere Darsena, costruito su un'area di 24 ettari che si estendeva da via Fiume verso est (all'epoca campagna aperta).
In pochissimi anni si insediarono in questo quartiere circa 500 famiglie (duemila persone), provenienti soprattutto dalle vicine Marche. Ravenna registrò un flusso immigratorio senza precedenti. Il nuovo quartiere disponeva di tutti i servizi: dalle scuole ai negozi alla chiesa parrocchiale. Anche la fornitura di energia elettrica era autonoma, poiché era stata costruita una centrale termica ad olio combustibile in loco. Per decenni tra il quartiere e la città non ci furono contatti. Il Villaggio Anic fu totalmente autosufficiente. Vi abitarono i genitori di persone diventate celebri: il conduttore televisivo Amadeus (che nacque qui), il portiere del Cesena Stefano Dadina e la pallavolista Alessandra Zambelli (in forza all'Olimpia).
Tra la metà degli anni cinquanta e la metà degli anni sessanta la città assunse il volto attuale. Nel centro città furono costruiti, seguendo la moda d'oltreoceano, palazzi di oltre dieci piani: il primo fu il palazzo di piazza d’Annunzio (febbraio 1954), seguito da quelli della Darsena. Il 12 aprile 1959 fu inaugurato il nuovo ospedale civile, intitolato a Santa Maria delle Croci.
Nel 1961 veniva approvata la legge nazionale che forniva consistenti aiuti finanziari per la realizzazione del nuovo porto lungo le due sponde del Canale Candiano. Voluto da Benigno Zaccagnini, parlamentare ravennate, il provvedimento permise la realizzazione di quello che è ancora oggi uno dei principali scali del mare Adriatico per traffico merci. La società di gestione dello scalo, Sapir, fu fondata il 28 giugno 1957.
Il 10 luglio 1961 fu aperto l'ultimo tratto di viale Trieste, la principale arteria che congiunge la città con il litorale. Nel 1963 si ebbe la prima devastante mareggiata sul litorale ravennate: il 4 gennaio il mare sommerse sette file di ombrelloni a Casal Borsetti e fece crollare i muri dei bagni allora esistenti. A febbraio iniziò la costruzione di uno sbarramento di massi a protezione dei bagni. Ma il problema fu ben lungi dall'essere risolto. L'11 aprile lo sgradito fenomeno si ripeté nei Lidi sud con una mareggiata che colpì Lido di Savio, che stava sorgendo in quel periodo. Intanto la città cresceva in maniera impetuosa. Nei vent'anni dal 1951 al 1971 la popolazione di Ravenna crebbe di quasi il 50%, passando da 91 000 a oltre 130 000 abitanti. Nacquero interi nuovi quartieri: San Mama e Trieste. Nel dicembre 1965 fu aperto al traffico il semianello della SS 16 “Adriatica” che aggira la città da nord a sud (i lavori erano cominciati nel 1961). Nel 1967 fu inaugurato il nuovo acquedotto che prelevava acqua dal fiume Reno tramite la canaletta dell'Anic. La struttura si aggiungeva a quella già esistente che raccoglieva acqua proveniente da Torre Pedrera (Rimini). Nel 1969 piazza del Popolo fu chiusa al traffico: fu la prima piazza di Ravenna ad essere pedonalizzata. Seguirono nel 1971 via IV Novembre e via Cavour. Nei primi quarant'anni del dopoguerra la città fu - assieme alla vicina Forlì - il principale bacino di voti del Partito Repubblicano Italiano.
Negli anni settanta il problema della subsidenza si aggravò. In alcuni punti della città fu misurato un calo di 100 cm.. Grazie alle pressioni del Comune, il governo costituì una commissione (1979), che elaborò le linee guida che sfociarono in una legge. In parlamento fu fondamentale l'opera di Benigno Zaccagnini, deputato ravennate, che aggregò il consenso necessario al rapido passaggio del provvedimento nelle due Camere. In Senato ottenne l'appoggio di Leonardo Melandri, forlivese. La Legge speciale per Ravenna (l. 845/80) fu emanata il 10 dicembre 1980. Negli anni 1980 dovettero essere rifatte le fognature nell'area del centro storico; i lavori durarono dal 1983 al 1986.
Nel 1990 entrò in vigore il nuovo piano del traffico. Si decise di troncare i due principali assi di attraversamento della città: via di Roma (direzione nord-sud) e via Guaccimanni (dal centro verso i lidi balneari).
Il 10 aprile 2025 il Re d'Inghilterra Carlo III la consorte Camilla, in Italia per festeggiare il loro XX anniversario di matrimonio, hanno concluso il loro viaggio con una giornata a Ravenna.

## Opere storiche su Ravenna
- Francesco Beltrami, Il Forestiere istruito delle cose notabili della città di Ravenna e suburbane della medesima, Ravenna, 1783 (versione digitalizzata);
- Marco Fantuzzi, Monumenti ravennati de' secoli di mezzo, per la maggior parte inediti, Venezia 1801 (versione digitalizzata del Tomo I)
- Francesco Nanni, Il forestiere in Ravenna, Ravenna 1821 (versione digitalizzata)